# Хардтоп

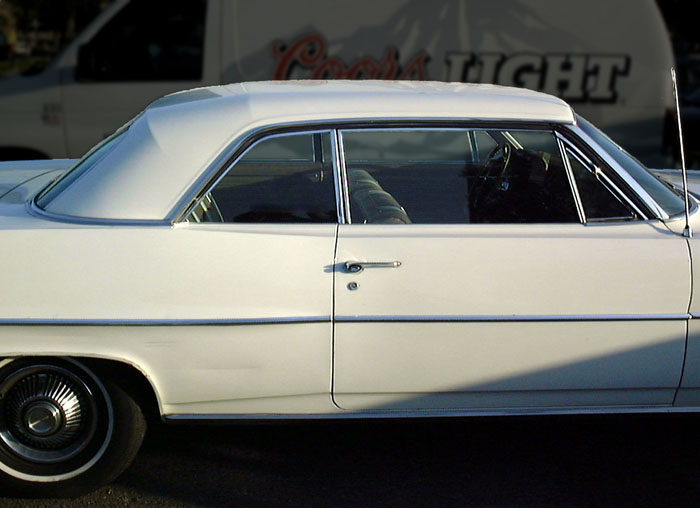
Двухдверный хардтоп Pontiac Catalina модели 1963 года.
Дополнительное сходство с кабриолетом ему придают ребра на крыше, имитирующие дуги тента.

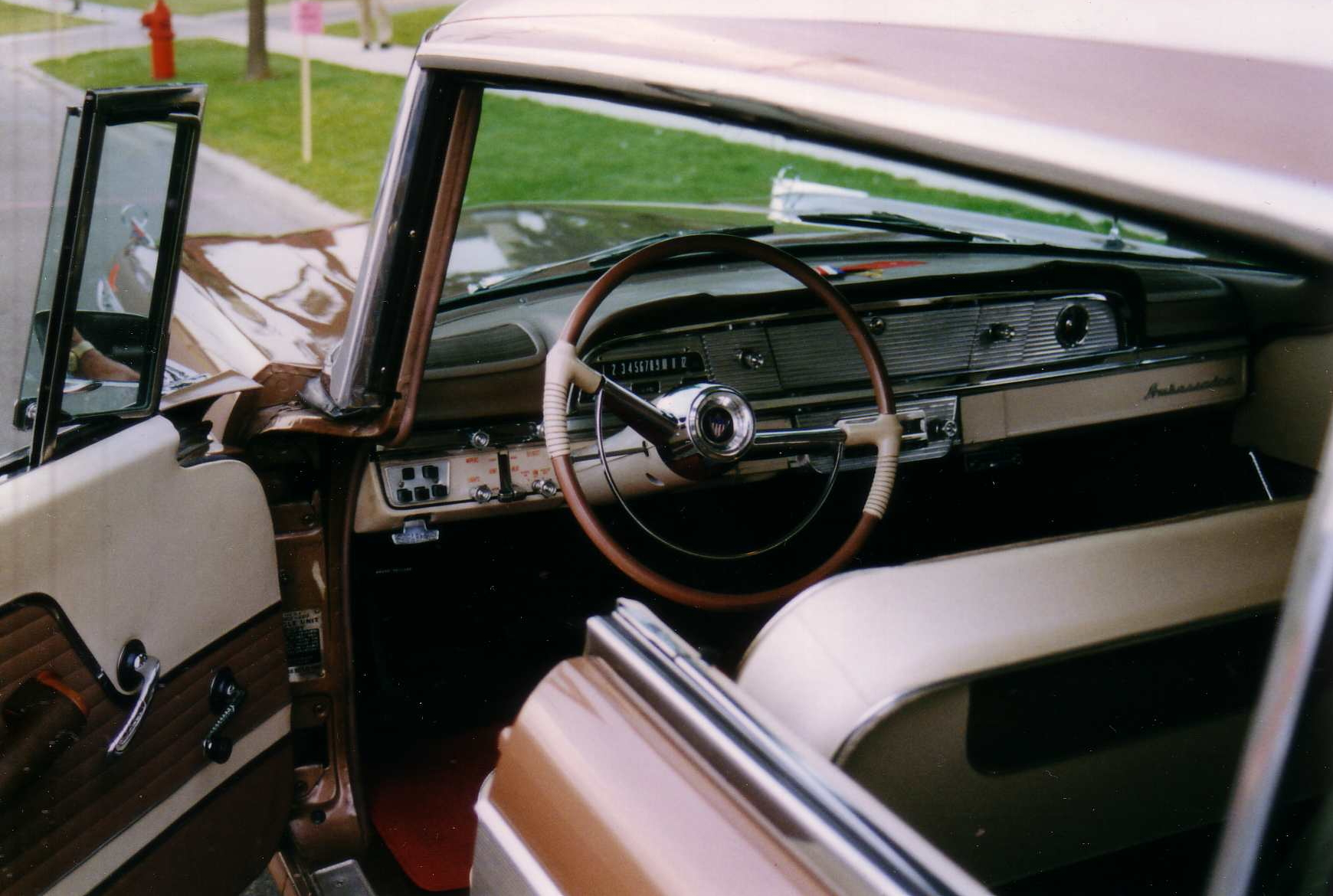
Хардтоп с опущенными стёклами.
Видно отсутствие центральной стойки и убранные вместе с боковыми стёклами рамки дверей.

Хардто́п, от англ. hardtop — дословно «жёсткий верх» — термин североамериканского происхождения, в самом общем случае обозначающий совокупность конструктивных решений закрытого кузова легкового автомобиля, включающую отсутствие центральных стоек крыши и боковые двери, не имеющие неподвижных (не убирающихся вместе со стёклами) рамок стёкол (причём определяющим является именно первый признак — отсутствие центральных стоек).
Хардтоп часто выделяют как отдельный тип кузова, — в этом случае он называется, в зависимости от количества дверей, соответственно, двух- или четырёхдверный хардтоп. Хардтопами, однако, могут быть закрытые кузова самых различных типов — седаны-хардтопы, купе-хардтопы, универсалы-хардтопы, хетчбэки-хардтопы, и так далее.
Следует иметь в виду, что в немецком языке аналогичное по написанию слово «hardtop» означает только съёмный жёсткий верх открытого автомобиля, а хардтопы в американском смысле этого слова иногда обозначают как «полнообзорный лимузин».
Кузов «хардтоп» традиционно был популярен в Северной Америке и, в меньшей степени, в Японии.

## История
Похожие по сути на хардтопы «бесстоечные купе», как и просто кабриолеты со съёмным жёстким верхом, в ограниченных количествах встречались ещё до Второй мировой войны. Ещё в начале XX века существовали кузова, называвшиеся во Франции faux cabriolet, а в Англии fixed cabriolet или fixed-head cabriolet, и имевшие неубирающийся мягкий верх.

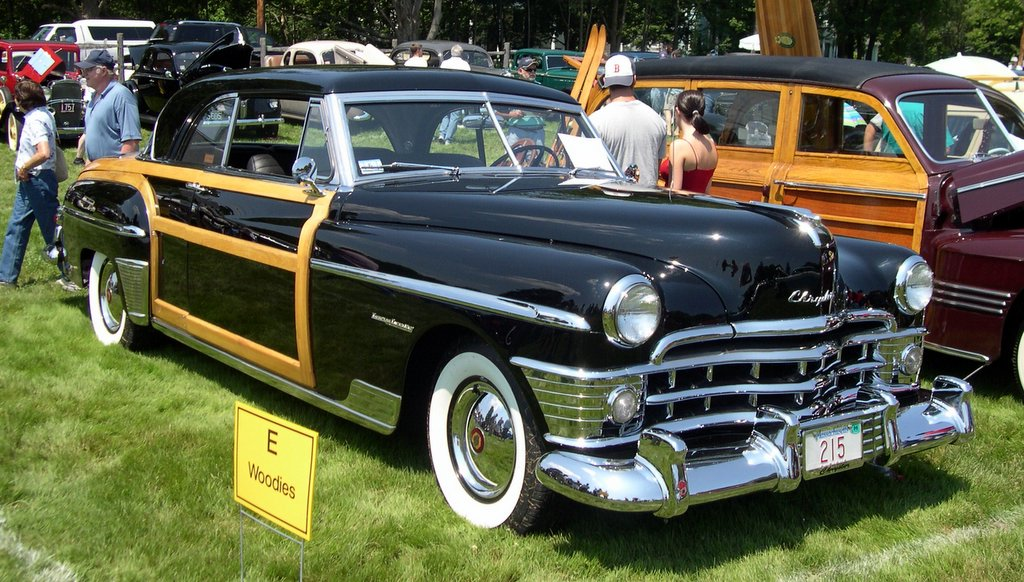
1950 Chrysler Windsor Newport Coupé Town & Country с отделанным деревом кузовом типа «двухдверный хардтоп».

Кузов с фирменным названием «хардтоп кэнвётибл» появился в 1946 году на модели Chrysler Town & Country Coupé («Таун энд Кантри Купе»). Это был фактически кабриолет (точнее, «кэнвётибл» — оригинальный североамериканский термин), к которому была добавлена жёсткая металлическая крыша (несъёмная), с сохранением многих конструктивных особенностей открытого кузова — в частности, усиленного проёма лобового стекла и боковины без центральной стойки. Это было следствием того, что кузова этой модели фактически переделывались в заводских условиях из кузовов серийных кабриолетов. Помимо всего прочего, этот автомобиль выделялся тем, что, как и у всей линейки моделей Chrysler Town & Country, весь кузов после рамки лобового стекла, кроме крыши, был изготовлен из дерева (на более поздних моделях имелась лишь деревянная отделка). В 1946 году было выпущено всего семь таких автомобилей, бывших фактически прототипами (хотя они и упоминались в рекламных брошюрах фирмы за тот год), но впоследствии модель стала серийной. Позднее, кузов «хардтоп» стал доступен и на других сериях автомобилей Chrysler Corporation.

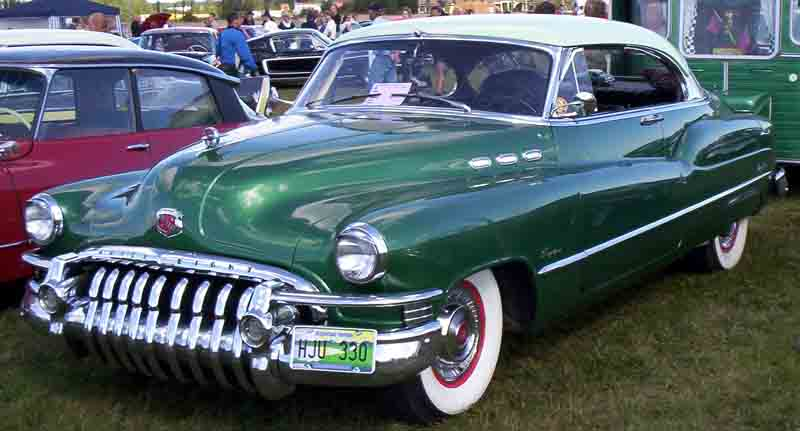
'50 Buick Riviera — один из ранних хардтопов 50х годов

Популяризации же кузова «хардтоп» положила начало фирма GM, когда в 1949 году на автомобиле класса personal luxury car («пёрсэнл лакшери кар» — так в США обозначали автомобиль премиум-сегмента, предназначенный для владельцев, предпочитавших не прибегать к услугам наёмного шофёра) Buick Roadmaster Riviera и соплатформенных моделях других марок, принадлежавших GM — Oldsmobile 98 Holiday и Cadillac Coupé de Ville — появился бесстоечный двухдверный кузов. Этот кузов имитировал внешне двухдверный кабриолет с поднятым верхом, — вообще, хардтоп иногда называли faux-cabriolet («фоу кэбриэле́й») — англ. «ложный кабриолет».

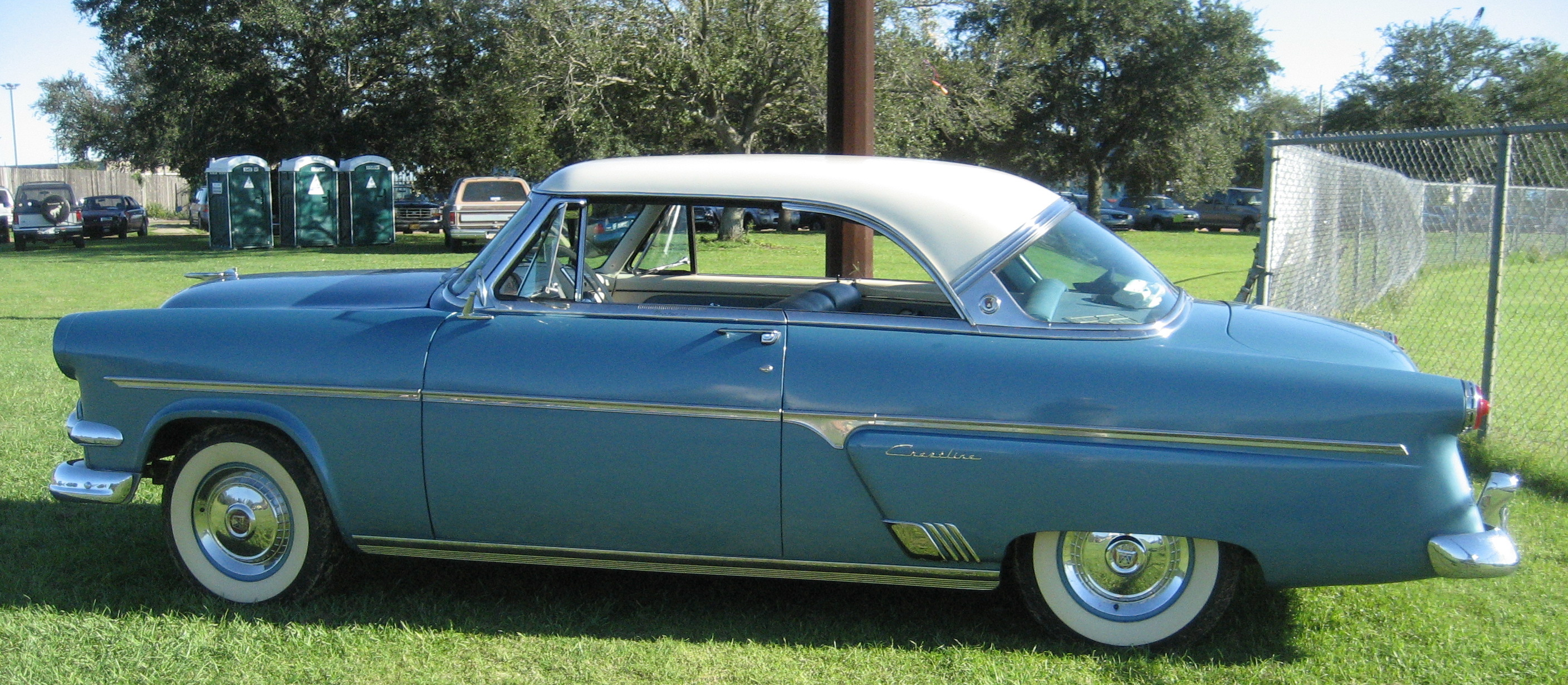
Хардтоп Ford Victoria 1954 года.

Идею подхватили сначала другие подразделения GM, а затем и остальные американские автостроители, и в начале 1950-х годов двухдверные хардтопы были в линейках моделей практически всех североамериканских фирм.
Так как сам термин «хардтоп» в те годы ещё не стал общепринятым, многие производители изобретали для таких кузовов фирменные названия. Собственно, названия моделей, такие как Riviera или Holiday, изначально были одновременно и фирменными обозначениями типа их кузова — хардтопа: например существовали Holiday Coupe (двухдверный хардтоп) и Holiday Sedan (четырёхдверный). Cadillac обозначал двухдверный хардтоп как Coupé de Ville, а четырёхдверные — Sedan de Ville; Ford называл двухдверный хардтоп Victoria, а четырёхдверный — Town Victoria, а его подразделение Mercury обозначало четырёхдверный хардтоп как Phaeton Sedan. Корпорация Chrysler впоследствии обозначала свои хардтопы как 2-door Southampton и 4-door Southampton. Позднее, эти названия стали только обозначениями отдельных моделей, а для типа кузова прочно утвердился термин hardtop.

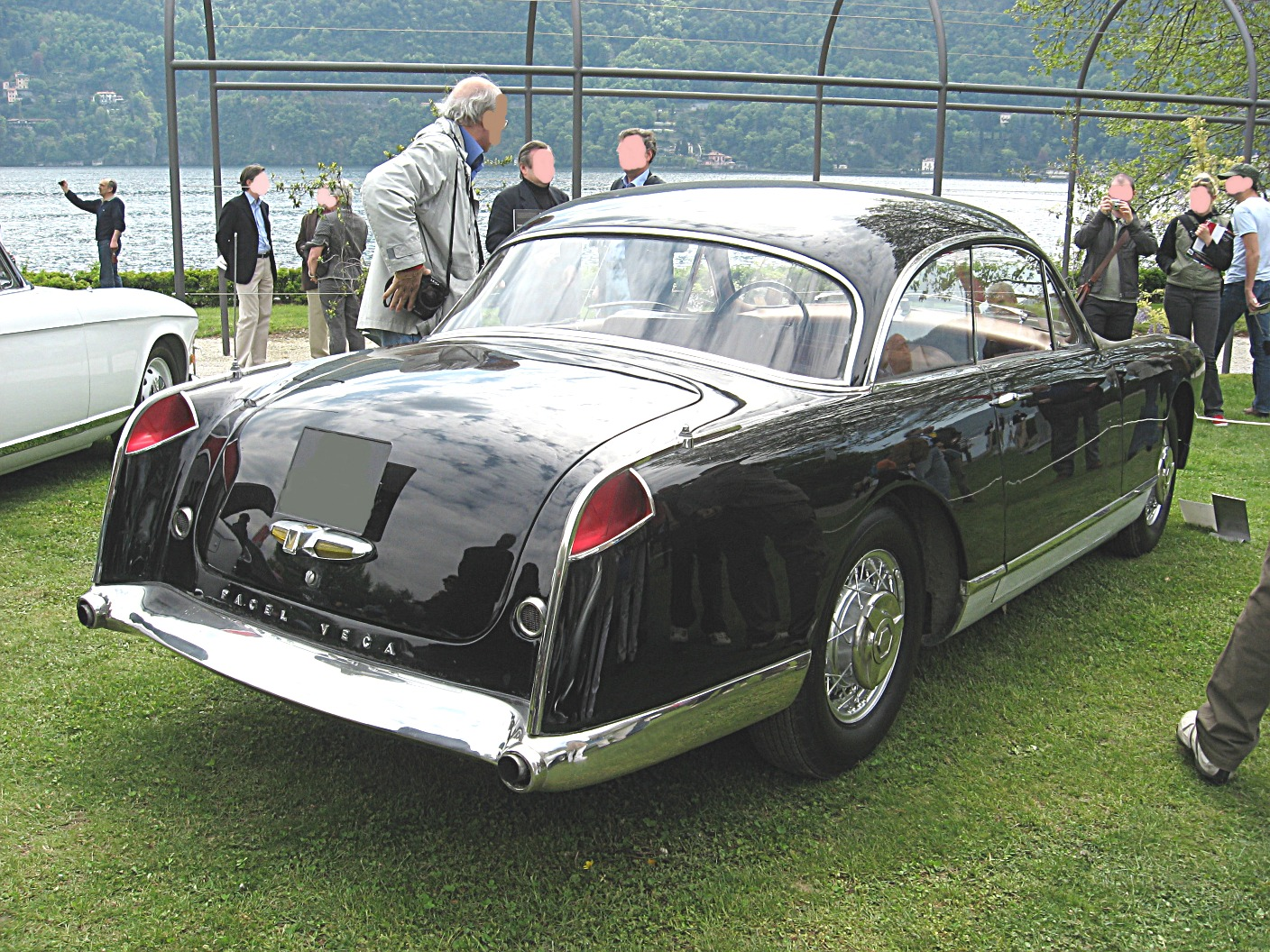
Европейский хардтоп пятидесятых годов, Facel Vega FV (1955).

Созданный автостроителями США, изначально и впоследствии это был преимущественно североамериканский тип кузова. В 1950-е годы, модели с кузовами «хардтоп» стали недорогим для производителя (так как они создавались как правило на основе уже имевшихся в производстве «кэнвётиблов» с минимальными переделками кузова), но весьма коммерчески успешным, ввиду большой популярности этого стиля, пополнением модельного ряда для любой американской автостроительной компании. По цене модели с этим кузовом обычно располагались между четырёхдверным седаном и кабриолетом, то есть наряду с универсалами занимали место на вершине модельного ряда закрытых автомобилей. 

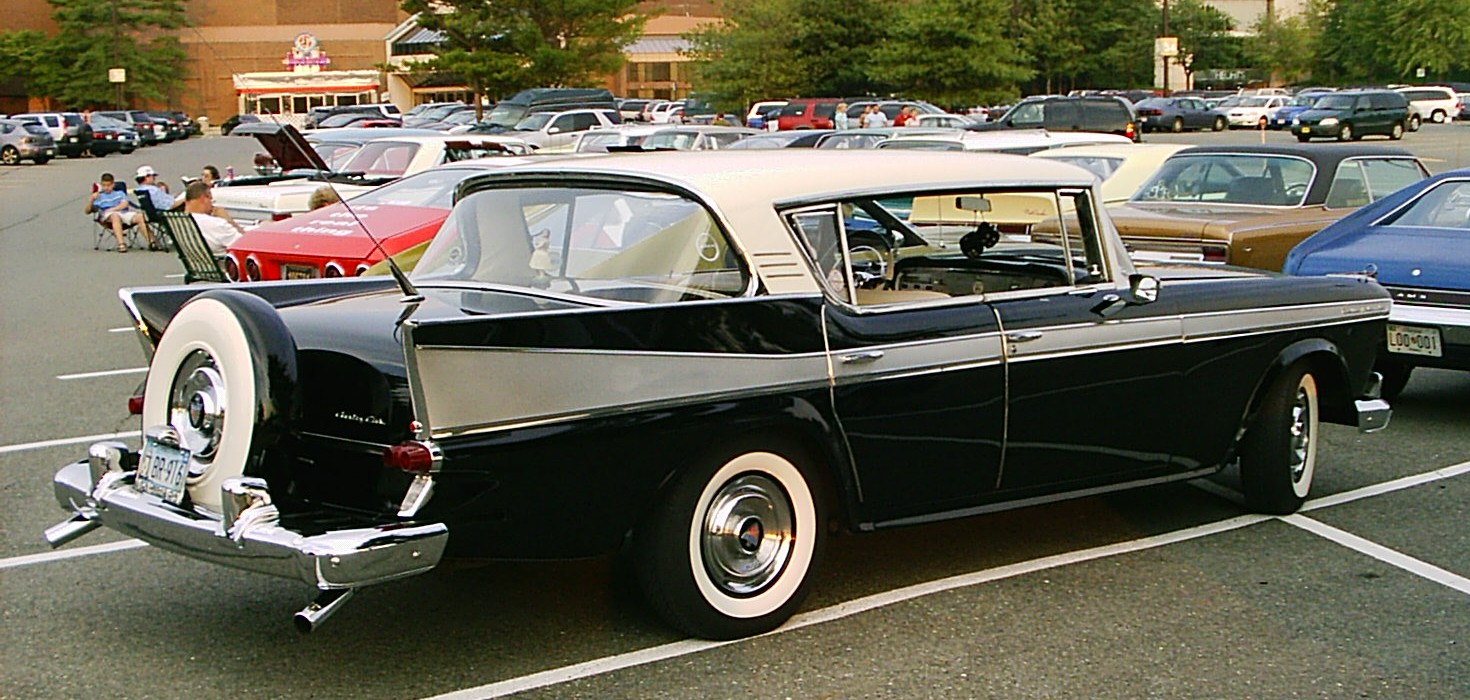
'58 AMC Ambassador — типичный ранний четырёхдверный хардтоп.

Позднее появились четырёхдверные хардтопы (в 1955 году), хардтопы-универсалы (первый выпустила фирма American Motors в 1957 модельном году), и тому подобные варианты кузова «хардтоп».
В эти же годы модели с кузовами этого типа появляются и в Европе, например, построенные в середине пятидесятых годов по индивидуальным заказам купе-хардтопы на шасси фирмы Delahaye, седаны-хардтопы Facel Vega Excellence (1958) и Mercedes-Benz 300d W189 (1957), или люксовое купе-хардтоп Mercedes-Benz W112 (1961). При этом, как «хардтопы» сами эти автомобили не обозначались — термин оставался чисто американским.
В 1960-е годы кузов «хардоп» получает в США очень широкое распространение. Достаточно сказать, что вплоть до начала 1970-х годов модели с кузовом «двухдверный хардтоп» в США опережали по продажам модели с кузовом «четырёхдверный седан». Таким кузовом снабжались, в частности, многие muscle car-ы, несмотря на то, что бо́льшая масса хардтопа по сравнению с обычным стоечным купе снижала динамические характеристики этих автомобилей.
Чтобы усилить сходство с кабриолетом, некоторые производители выполняли крыши своих хардтопов со штампованными имитациями дуг тента.

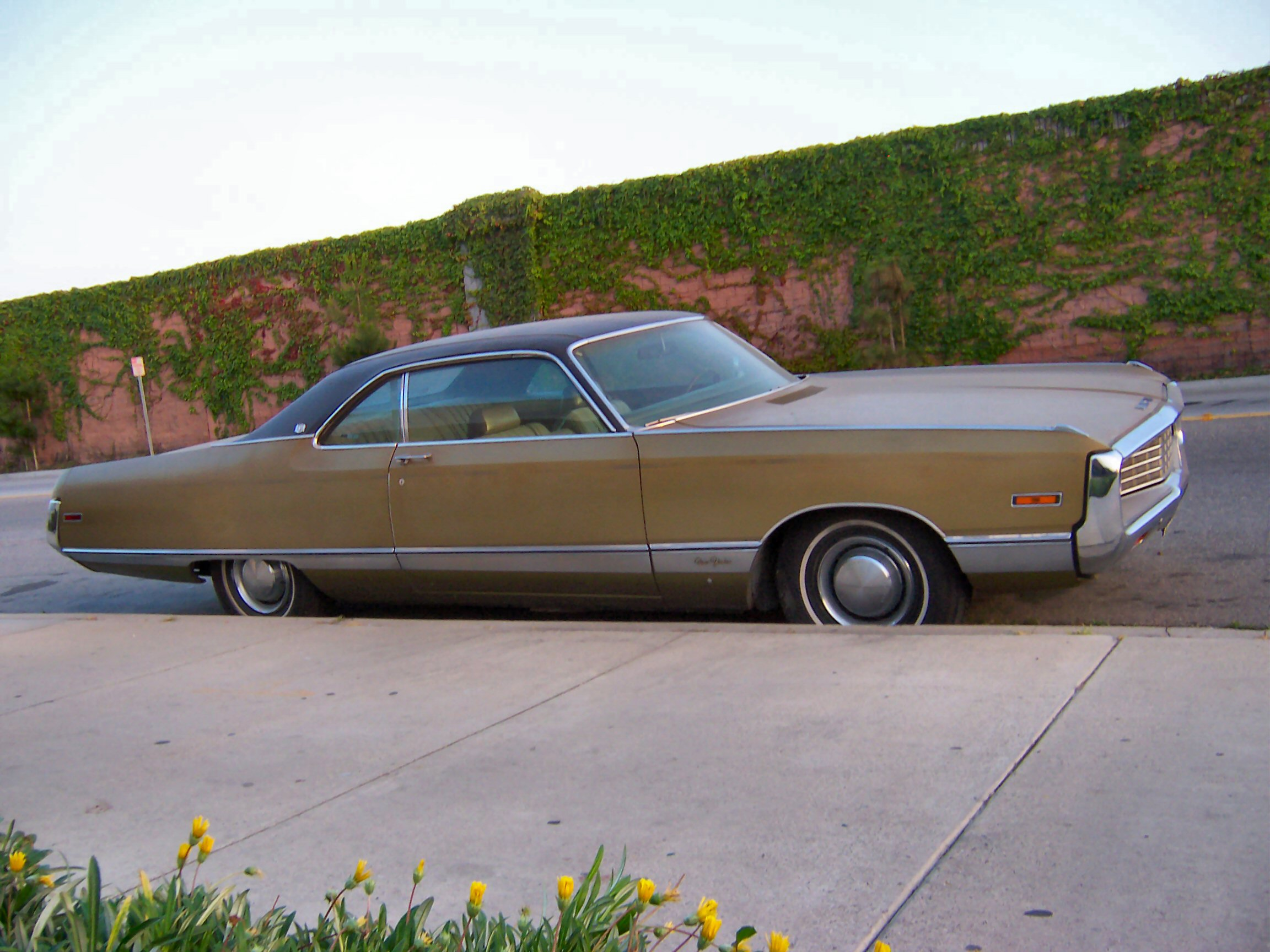
Chrysler New Yorker рубежа 1960-х — 70-х годов — типичный поздний двухдверный хардтоп с виниловым верхом.

Почти все производители предлагали крыши, покрытые винилом, текстурированным под материал верха кабриолета (пропитанную ткань) или иные материалы (кожу разных сортов, бамбук, шкуру крокодила, …). Изначально виниловый верх был как правило чёрным, но к концу 1960-х годов предлагались самые разнообразные расцветки, в том числе — достаточно экстравагантные.
Более дешёвой альтернативой была крыша, окрашенная в контрастный цвету кузова цвет, обычно — белый или чёрный, под наиболее распространённые цвета тканевых крыш настоящих кабриолетов. Это была очень популярная дилерская опция в южных штатах, например, в Калифорнии, так как помимо эстетической играла и практическую роль — уменьшала нагрев салона автомобиля на солнце.
Четырёхдверные хардтопы также появились в модельном ряду практически всех марок, и уверенно теснили классические стоечные седаны — единственным не затронутым этой тенденцией оставался рынок лимузинов, на которых кузов-хардтоп невозможно выполнить по техническим причинам.

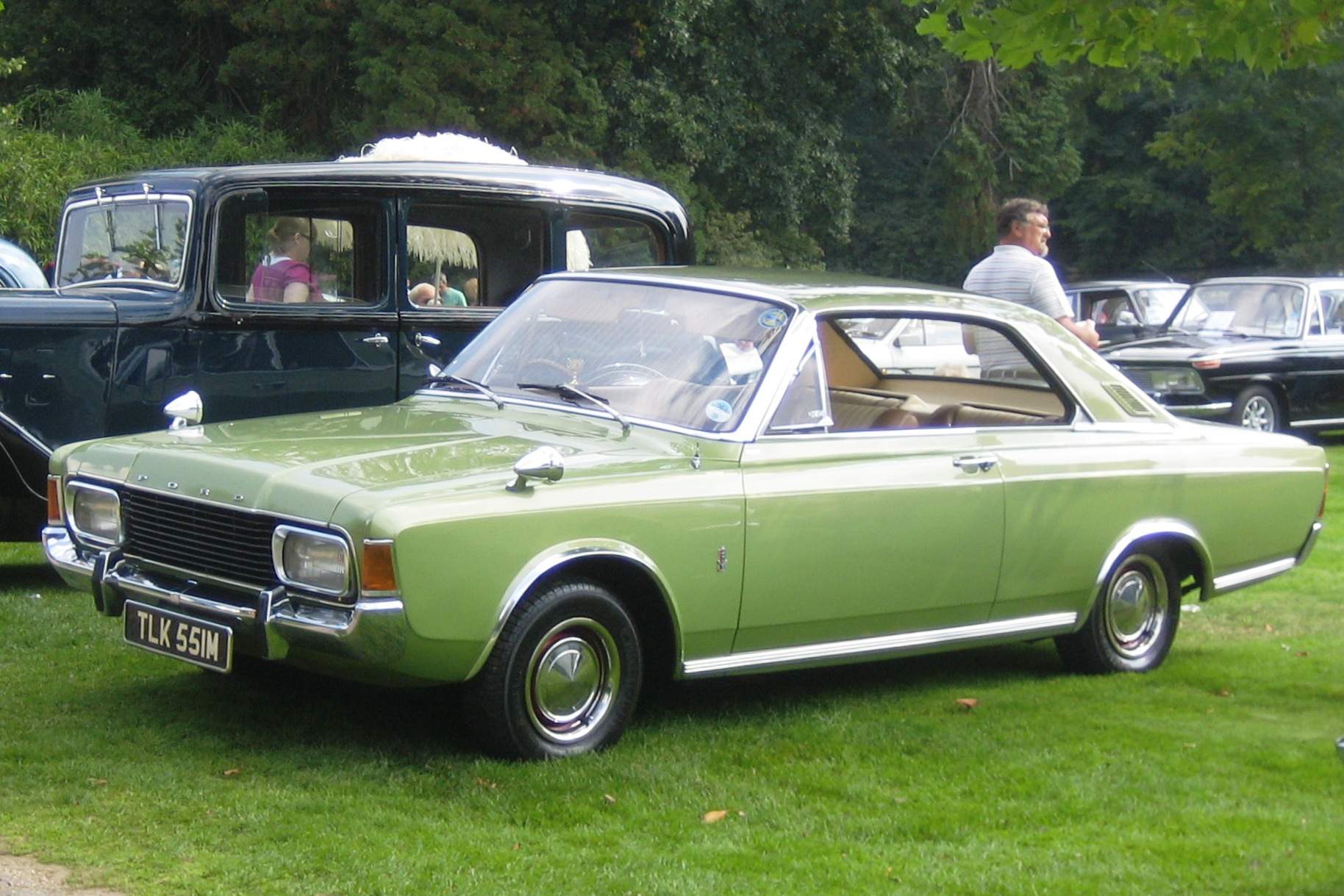
Европейская модель шестидесятых годов с кузовом «хардтоп» — Ford Taunus 20M P7.

Итак, в 1960-е годы хардтопы в США стали массовым и привычным явлением.
Ситуация, однако, стала быстро меняться в следующем десятилетии. Сравнительно скоро — к середине 1970-х годов — этот тип кузова практически исчез на новых моделях, по мере того, как снимались с производства сами старые кузова, разработанные в конце 1960-х. Занявшие их положение в модельном ряду автомобили в основной своей массе имели центральную стойку, а от хардтопов унаследовали лишь стёкла дверей без рамок.
Большинство источников утверждают, что повинны в этом были общий кризис американской автомобильной промышленности и ужесточившиеся государственные стандарты в области безопасности, введение которых и привело к прекращению производства хардтопов, как и открытых кузовов, как менее безопасных при столкновении. Однако, кабриолеты, действительно исчезнувшие из модельных рядов американских автостроительных компаний в 1976 году, снова были представлены публике, хотя и в ощутимо меньшем ассортименте, в середине 1980-х, чему не помешали никакие государственные нормативы; традиционный американский хардтоп же исчез в те годы фактически навсегда.
На самом деле, падение интереса публики к хардтопами (как и к открытым автомобилям) наметилось намного раньше. Можно сказать, что этот тип кузова просто «приелся»: если изначально — в 1950-е годы — таким кузовом снабжались довольно немногие и относительно дорогие модели, то к концу 1960-х двухдверный хардтоп стал в Северной Америке одним из наиболее распространённых типов кузова.
Кроме того, в эти годы изменились вкусы потребителя, они стали обращать намного больше внимание на уровень комфорта, в том числе — шума и вибрации при езде, а по этим параметрам хардтоп заведомо проигрывал более жёстким кузовам с центральной стойкой.
В 1970-е сначала на американских автомобилях высшего класса, а затем — практически на всех моделях, включая довольно дешёвые, установки кондиционирования воздуха стали фактически стандартным оборудованием, особенно в южных штатах. Их наличие фактически устраняло сразу два главных преимущества хардтопа перед стоечным кузовом — улучшенную вентиляцию и эстетичный внешний вид при опущенных боковых стёклах. Кондиционер позволял поддерживать в салоне комфортную температуру не опуская стёкол и не пропуская в салон шумы, посторонние запахи и дорожную пыль — в отличие от хардтопа с опущенными боковыми стёклами. По той же причине в те годы на американских автомобилях исчезли поворотные стёкла в остеклении передних дверей («форточки») и опускающиеся или открывающиеся боковые окна на двухдверках и универсалах. Кроме того, внешний вид хардтопов семидесятых годов сильно портили свисавшие с потолка, к которому крепились их верхние кольца ввиду отсутствия центральных стоек, ремни безопасности, ставшие к тому времени, после ужесточения федеральных стандартов безопасности в конце шестидесятых, обязательным оборудованием на новых американских машинах.
Ко всему этому, безусловно, добавились и соображения безопасности, которая в те годы также всё в большей степени начинала заботить американских покупателей автомобилей.

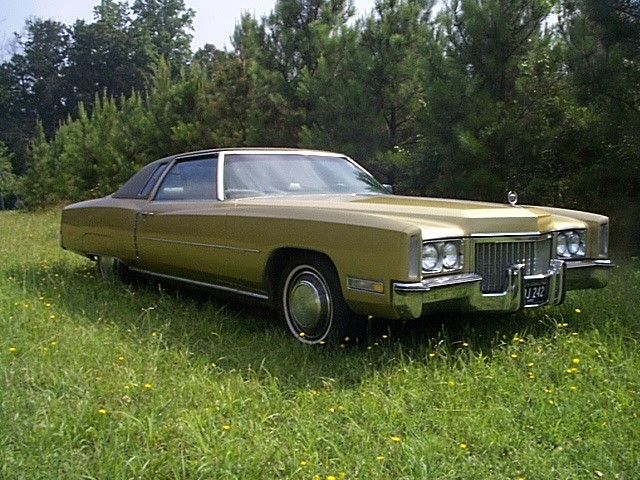
Cadillac Eldorado 1972 года. Кузова такого типа вытеснили в США двухдверные хардтопы к середине 1970-х годов.

Учитывая всё это, не кажется удивительным, что первым отказался от бесстоечных кузовов Cadillac на своей самой дорогой и роскошной модели — Eldorado — ещё в 1971 году.
Появившееся в этом году новое поколение имело кузов, представлявший собой изысканную модификацию обычного стоечного купе. В предшестувующие годы центральная стойка превратилась в атрибут дешёвых моделей «для экономных», особенно на двухдверных кузовах, но пример самого дорогого «Кадиллака» наглядно демонстрировал, что правильно оформленный кузов с центральной стойкой может и должен быть роскошнее, чем хардтоп. Мощная центральная стойка крыши у «Эльдорадо» образовывала единый визуальный объём с задней стойкой и вместе с ней была покрыта винилом; по бокам стойки имелись скромного размера не опускающиеся окна, так называемые Opera Windows — впоследствии они стали одним из типичных элементов американского дизайна. Двери не имели форточек и рамок на стёклах.
Следует заметить, что первый кузов такого рода — с мощной центральной стойкой, покрытой блестящей накладкой, и убирающимися рамками стёкол, как на ранних хардтопах — появился ещё на Ford Crown Victoria 1955 модельного года, но в те времена никакого распространения не получил.
В 1974 году такие кузова получили все купе Cadillac, а в следующем модельном году настоящие двухдверные хардтопы в модельных рядах американских фирм можно было буквально пересчитать по пальцам. Некоторые двухдверные модели имели внешнее сходство с хардтопом, но задние стёкла были выполнены неподвижными, то есть, лёгкая центральная стойка всё же имелась.

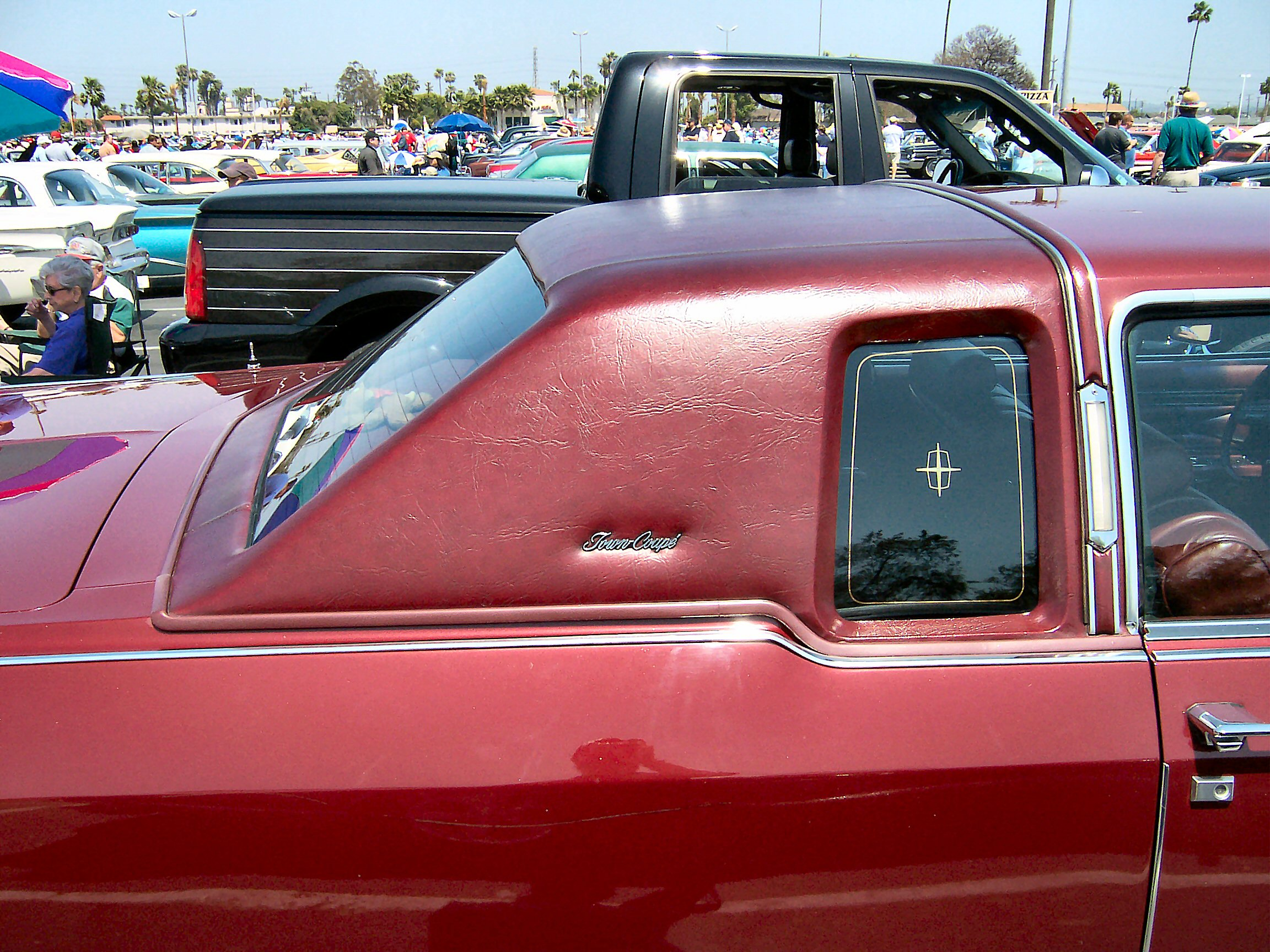
«Фальшивый» ландо — Lincoln Continental Town Coupé 1978 года. Кузова такого типа вытеснили в США двухдверные хардтопы к середине 1970-х годов.

Покрытые винилом слившиеся среднюю и заднюю стойку на многих моделях стали отделять от окрашенной под цвет кузова остальной крыши блестящим молдингом, получив новый тип кузова — так называемый Landau («ландо»), хотя к настоящему ландо со съёмной крышей над задним сидением этот кузов отношения не имел.
В последующие годы этот и аналогичные ему типы стоечного купе довольно быстро вытеснили типичные для предыдущей эпохи двухдверные хардтопы. По сравнению с ними, они были более жёсткими, комфортабельными, тихими и безопасными. Массивная задняя стойка с маленькими тонированными окошками по бокам создавала в заднем пассажирском отделении атмосферу интимности и изолированности от внешнего мира, что нравилось покупателям той эпохи. Такие элементы дизайна, как Opera Windows, Landau Roof, Sunroof (большой люк в крыше) — считались в те годы модными и современными, а хардтопы — напротив, воспринимались как устаревшие.

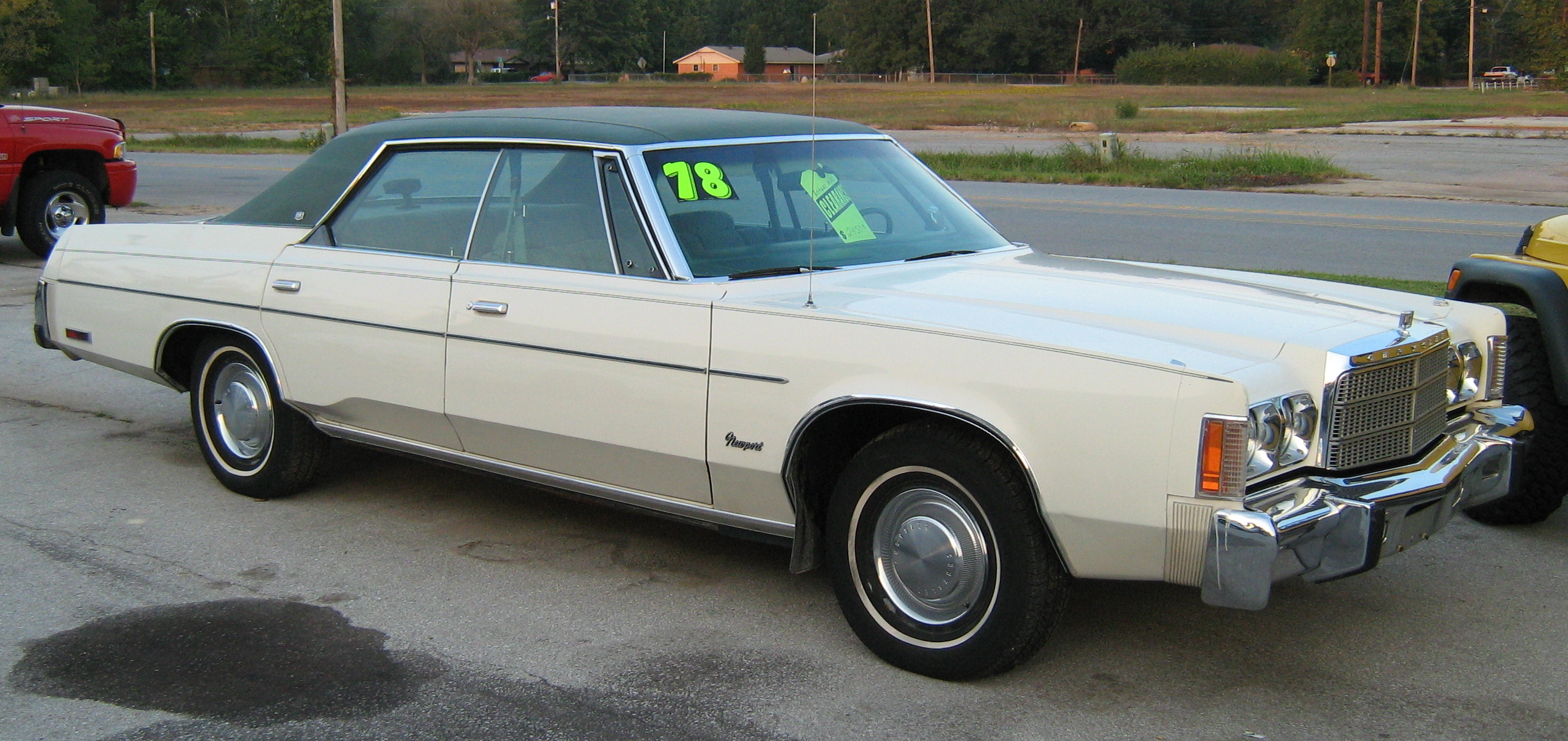
1978 Chrysler Newport — последний американский настоящий четырёхдверный хардтоп 1970-х годов.

Что касается четырёхдверных хардтопов, то они, будучи в наибольшей степени подвержены всем недостаткам этого типа кузова, стали исчезать ещё раньше, вытесненные обычными седанами с центральной стойкой, но зачастую без рамок на дверях. Хотя последним американским хардтопом тех лет был именно полноразмерный четырёхдверный хардтоп-седан модели Chrysler New Yorker / Newport, выпускавшийся в старом кузове до 1978 года, но это было вызвано скорее внутренними проблемами фирмы Chrysler, не имевшей средств на обновление модельного ряда.

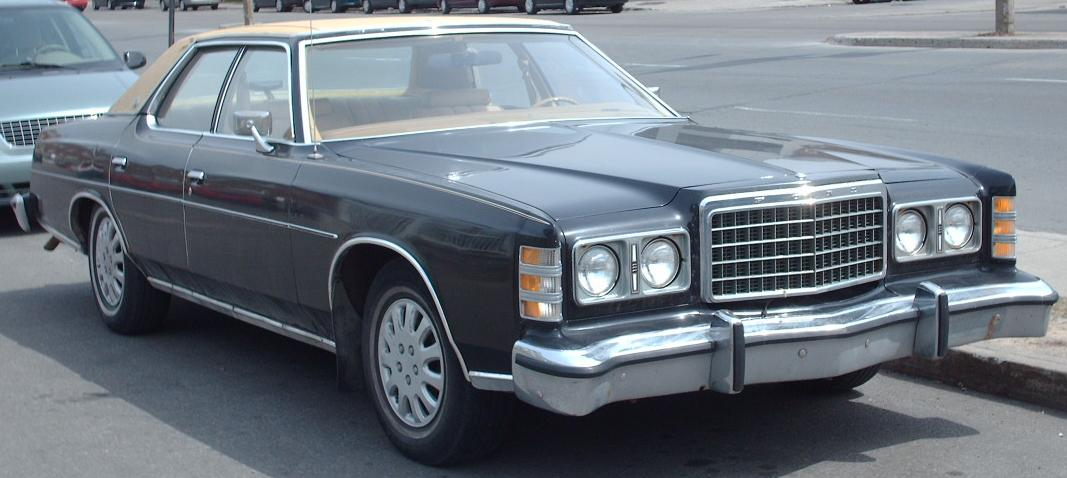
Седан Ford LTD 1973-78 годов, носивший фирменное обозначение Pillared Hardtop.

Вместе с тем, название «хардтоп» ещё некоторое время использовалось для привлечения внимания к новым типам кузовов. Так, «Форд» в начале-середине 1970-х годов целому ряду своих моделей с двух- и четырёхдверными кузовами с центральной стойкой присвоил фирменное название Pillared Hardtop («пилэрд» — то есть, «стоечный» хардтоп; это название парадоксально, так как хардтоп — по определению бесстоечный (pillarless) кузов) — от обычных седанов и купе эти кузова отличались только отсутствием рамок на стёклах дверей. Например, к этому типу относился четырёхдверный Ford Torino после 1972 года (купе оставалось настоящим хардтопом ещё несколько лет). Согласно рекламе, этот кузов сочетал преимущества хардтопа и обычного кузова.
Позднее, Chrysler Corporation иногда использовала тот же термин для обозначения схожих кузовов. В обозначения моделей GM в том же значении использовался термин Colonnade Hardtop.
Разумеется, это были внутрифирменные коммерческие обозначения, а по сути все эти автомобили были обычными седанами и купе, не имевшими рамок на дверных стёклах — и к хардтопами не имели отношения.

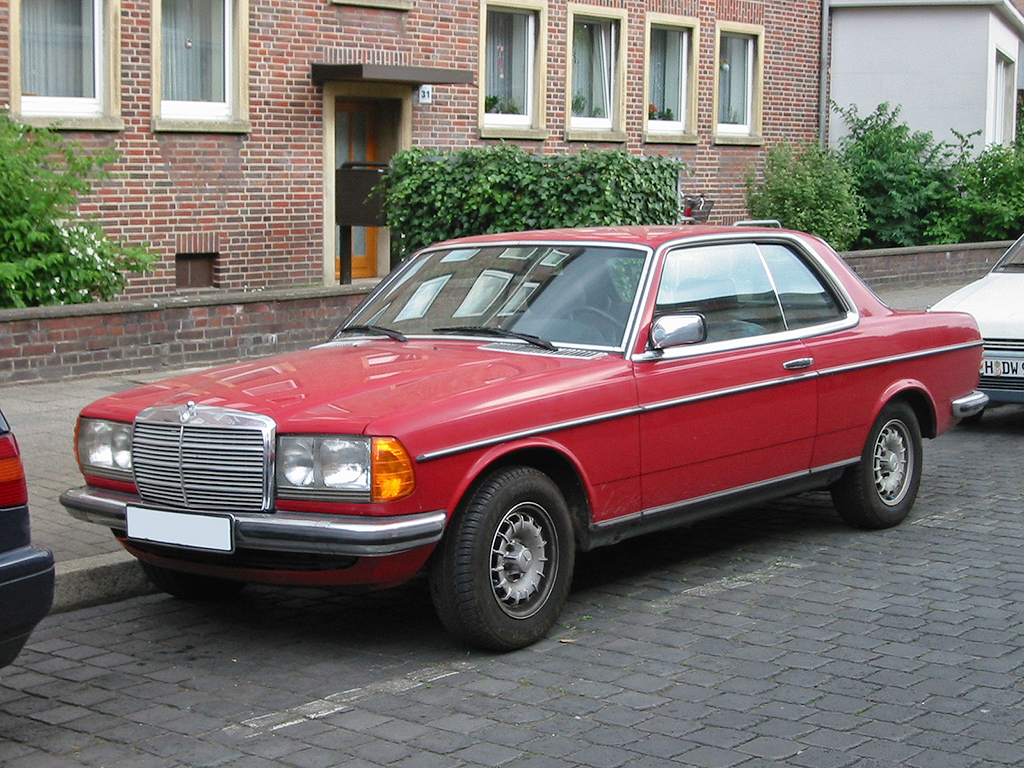
Mercedes-Benz C123 — двухдверный хардтоп (производителем обозначался как купе).

В Европе в те же годы продолжали выпускать относительно небольшое количество двухдверных купе-хардтопов, например, купе Mercedes-Benz C123 (1976-85). Аналогичные модели существуют по сей день, например Mercedes-Benz CLK Coupé (кузов C209).

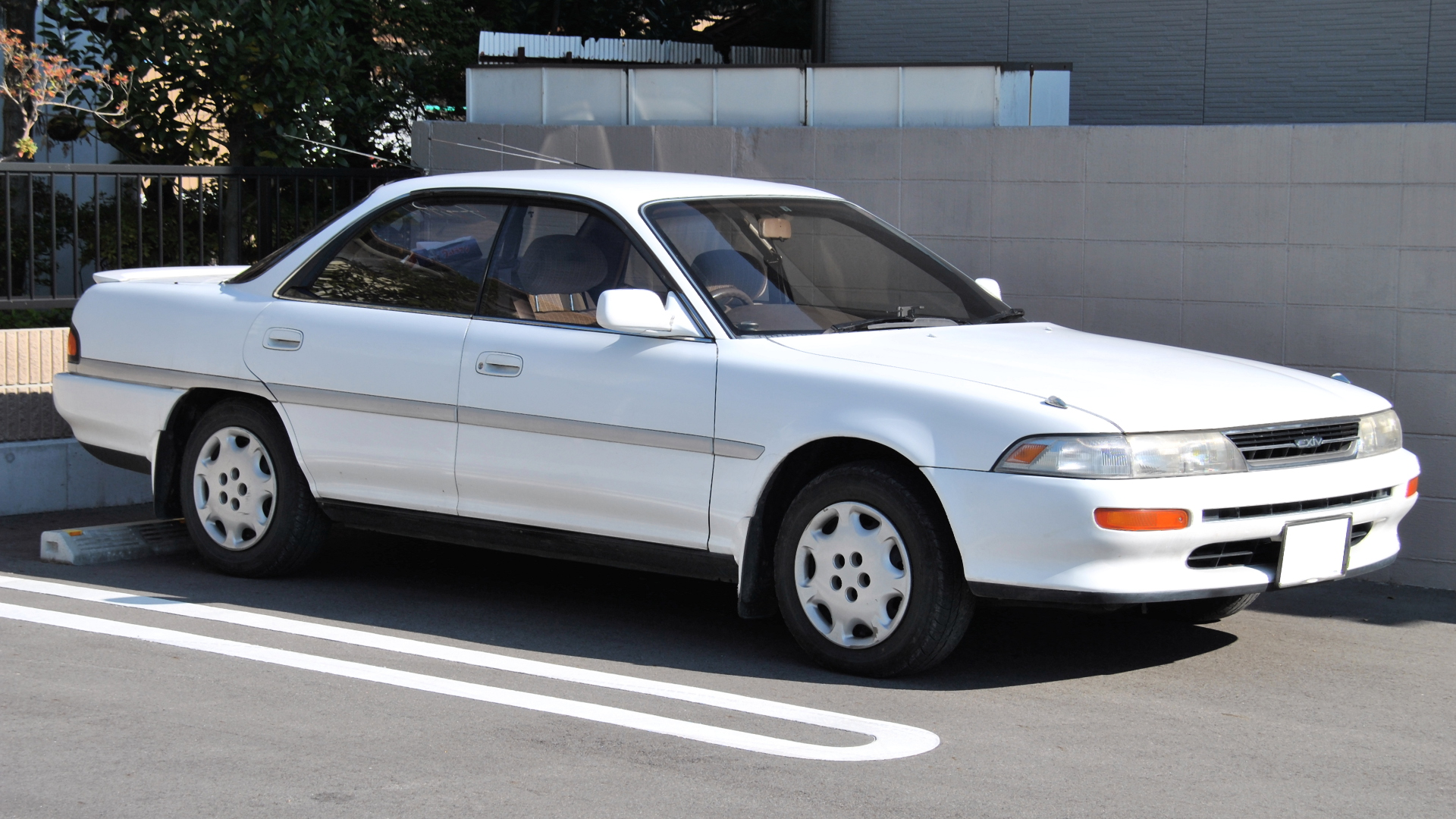
Toyota Corona Exiv 1991 года — японский четырёхдверный хардтоп.

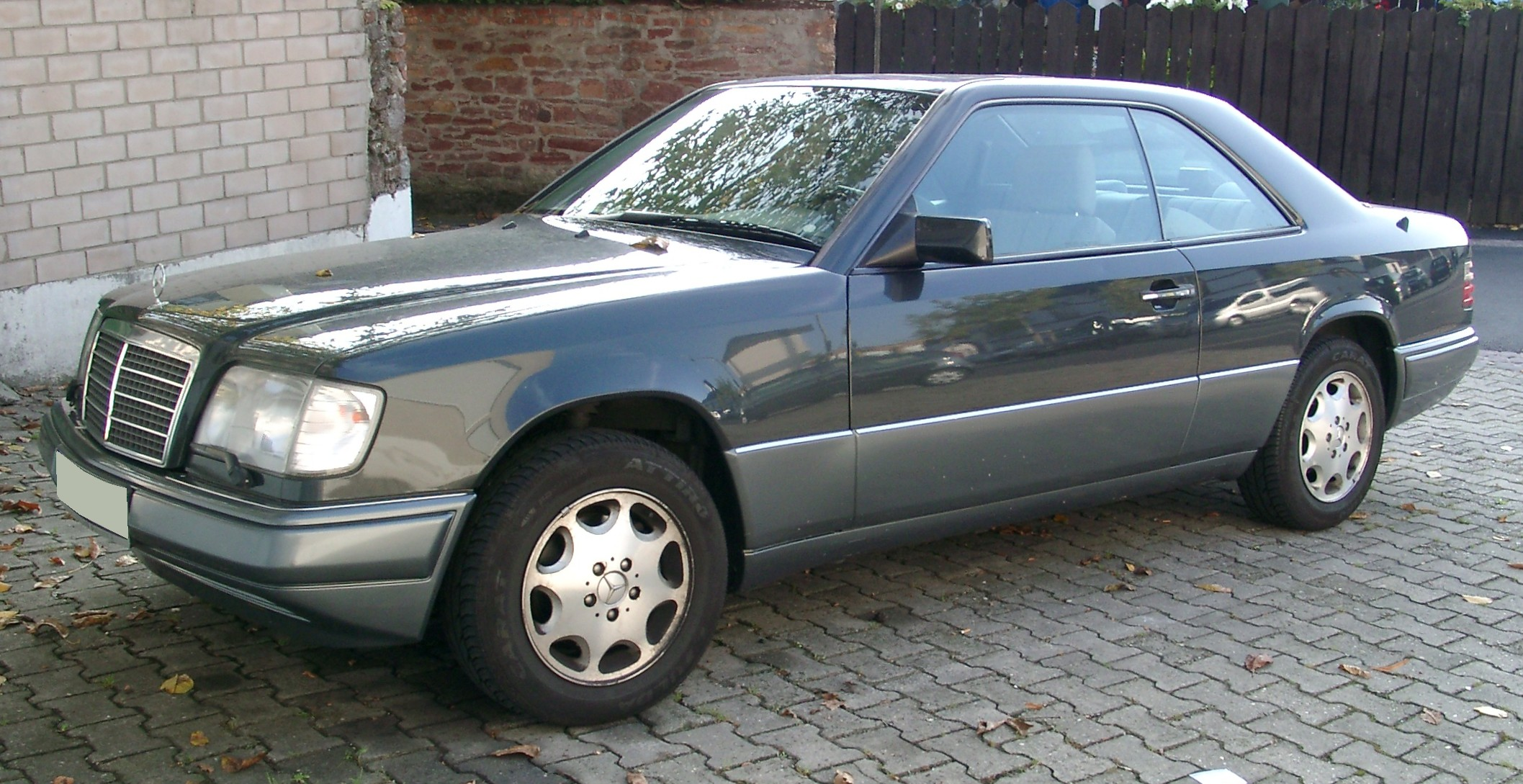
Mercedes-Benz C124 — двухдверный хардтоп (производителем обозначался как купе).

Определённое количество моделей с кузовом «хардтоп», в том числе четырёхдверным, было выпущено в те годы и впоследствии в Японии. Однако, по сравнению с Америкой 1950-х — 1960-х годов, они оставались редкой экзотикой. Более распространены в Японии были автомобили, кузов которых имитировал хардтоп внешне, но имел центральную стойку (см. ниже).

В настоящее время, двухдверные хардтопы снова начали появляться в США — например, такой тип кузова используется на некоторых модификациях Pontiac G6 или Chrysler Sebring, — но уже в сочетании с убирающейся в багажник жёсткой крышей (такой тип кузова в США называют Retractable Hardtop, а в Европе — «купе-кабриолет»). К тому же типу относятся и европейские модели вроде Ford Focus CC или Peugeot 307 CC.

## Разновидности хардтопа
- Наиболее распространен двухдверный, или купе-хардтоп. В этом кузове было выпущено много как европейских (в основном это спортивные и представительские купе), так и американских автомобилей.

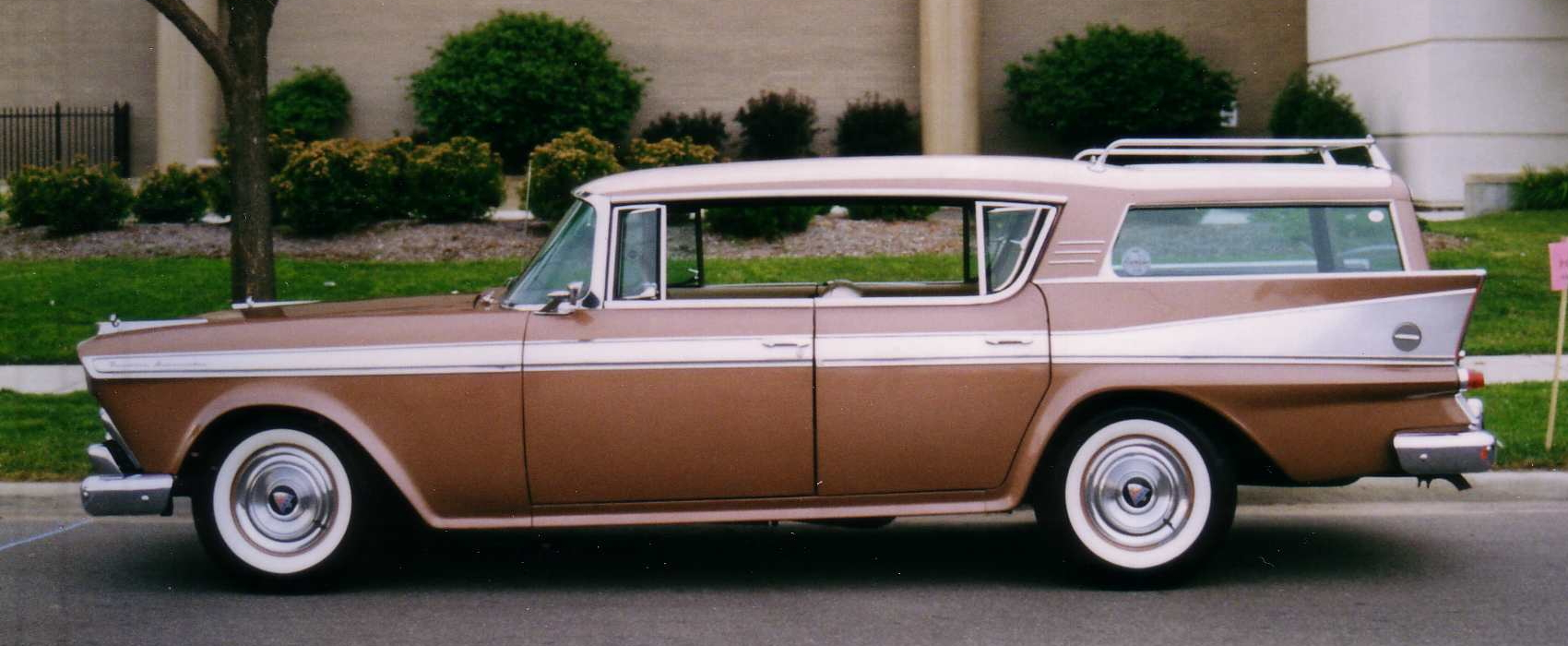
Хардтоп-универсал.

- Намного реже встречается четырёхдверный, или седан-хардтоп — разновидность кузова «четырёхдверный седан», у которого нет центральной стойки и рамок на стёклах дверей (или рамки убираются вместе со стёклами). В русскоязычном рекламном проспекте компании GM для выставки 1959 года в Москве такие кузова называются «седан-кабриолет», но термин не прижился.

- Также, существуют хардтоп-модификации кузовов хетчбэк, универсал, и других, но они ощутимо менее распространены.

### Имитации хардтопа
Существовали кузова — имитации хардтопа, им не являющиеся, а также кузова, носившее фирменное название «хардтоп», но по сути им не бывшие.

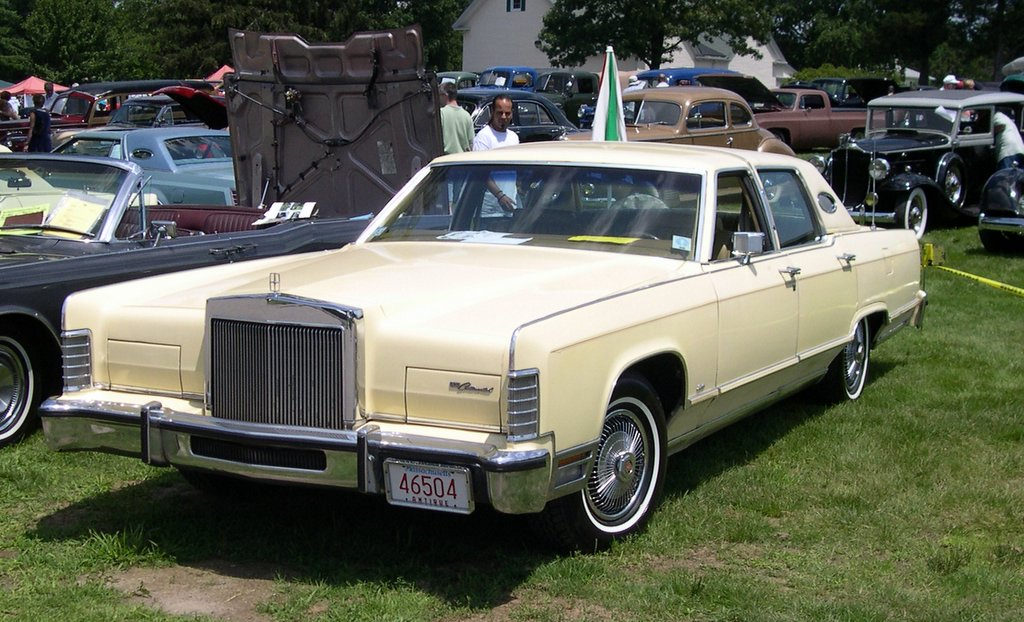
Lincoln Town Car 1978 года с кузовом, имевшим фирменное название Pillared Hardtop. По сути — обычный четырёхдверный седан с дверями без рамок стёкол.

Ford в начале 1970-х годов ввёл для некоторых своих моделей фирменное название Pillared Hardtop («пилэрд», то есть, «стоечный хардтоп») — так обозначались кузова (как двух-, так и четырёхдверные), у которых стёкла дверей не имели рамок, но присутствовала облегчённая центральная стойка, прикрытая хромированной накладкой (такие кузова имелись в производственной программе и до этого, но специально никак не выделялись). Ford Mustang II в таком кузове обозначался производителем просто как «Hardtop», и выглядел как хардтоп с фиксированными задними боковыми стёклами.
Марки, принадлежащие General Motors, для аналогичных кузовов использовали термин Colonnade Coupé Hardtop и Colonnade Sedan Hardtop.

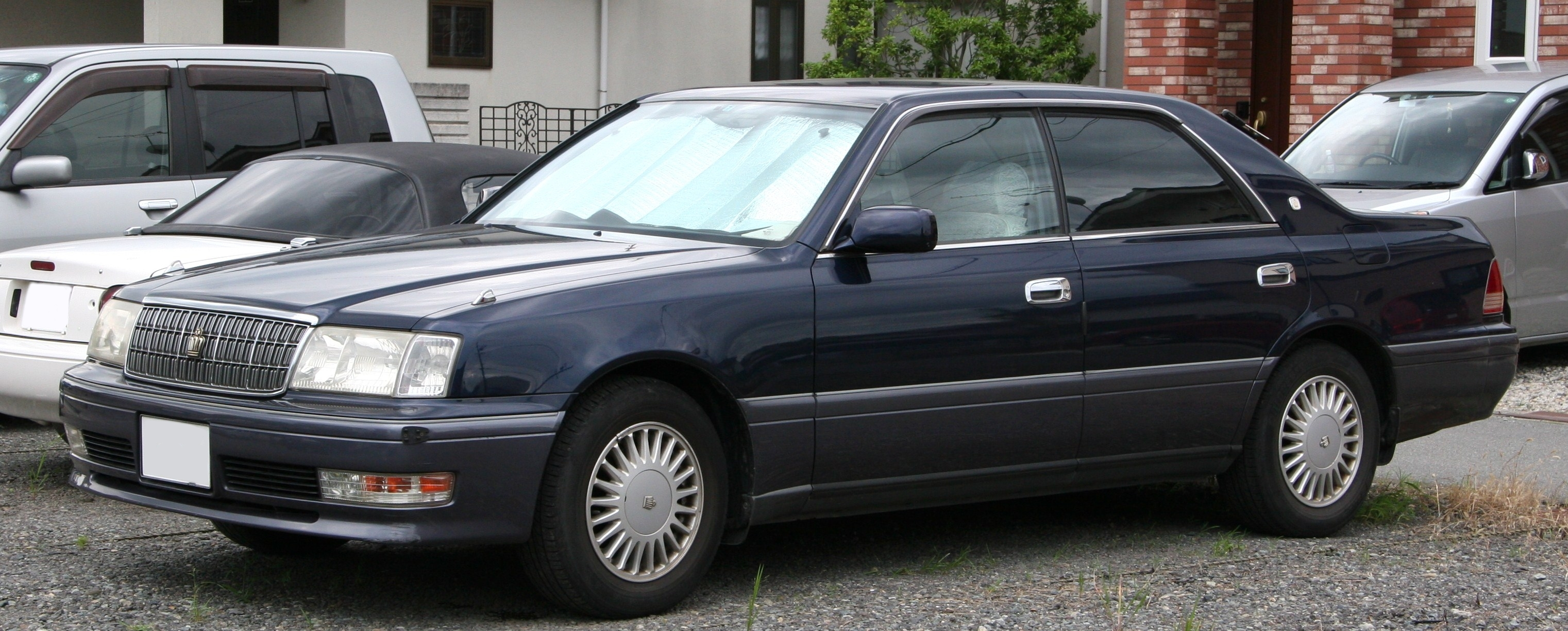
Toyota Crown Hardtop по сути была имитацией хардтопа.

В Японии некоторые автомобили, например Toyota Crown, выпускались в кузове, устроенном и выглядящем как хардтоп, но имеющем центральную стойку, расположенную за боковыми стёклами и поэтому малозаметную на первый взгляд. Зачастую производителем они обозначались как «Hardtop», но с настоящими хардтопами путать их не следует. Например, Toyota Carina ED / Toyota Corona Exiv / Nissan Laurel выпускались до 1993 года в бесстоечном кузове, но после 1993 их снабдили «замаскированной» центральной стойкой. Причина — кузов без боковых стоек был более подвержен деформациям при ДТП и, соответственно, был более опасен.
Кроме того, под влиянием моды на хардтопы дизайнеры старались придать обычным кузовам некоторое внешнее сходство с ними, снабжая двери более тонкими рамками стёкол с хромированными накладками. Этот приём часто использовался в 1960-е — 1970-е годы, в частности, на ВАЗ-2103. Но особенно правдоподобно такая имитация выглядела на двухдверном кузове, который на первый взгляд был практически неотличим от настоящего двухдверного хардтопа с поднятыми боковыми стёклами.

## Конструкция хардтопа

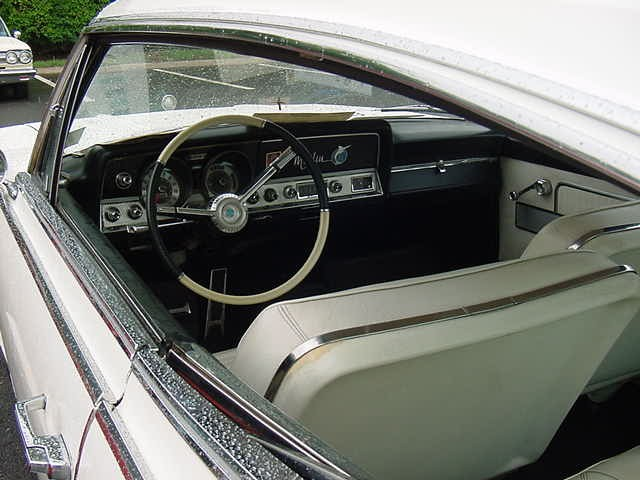
Двухдверный хардтоп с почти полностью опущенными стёклами. Видно, что задние стекла вращаются вокруг оси.

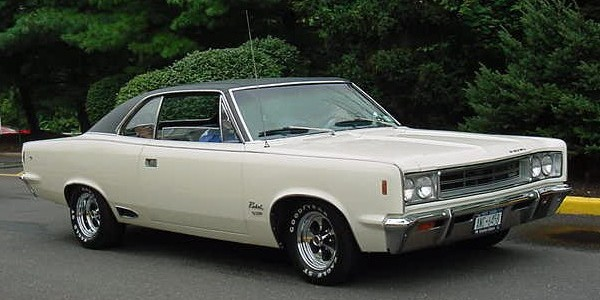
Хардтоп — задние боковые стёкла подняты, передние наполовину опущены, видно, что стекло передней двери убирается вниз-вперед. Так же, хорошо видно, что стёкла имеют блестящие рамки.

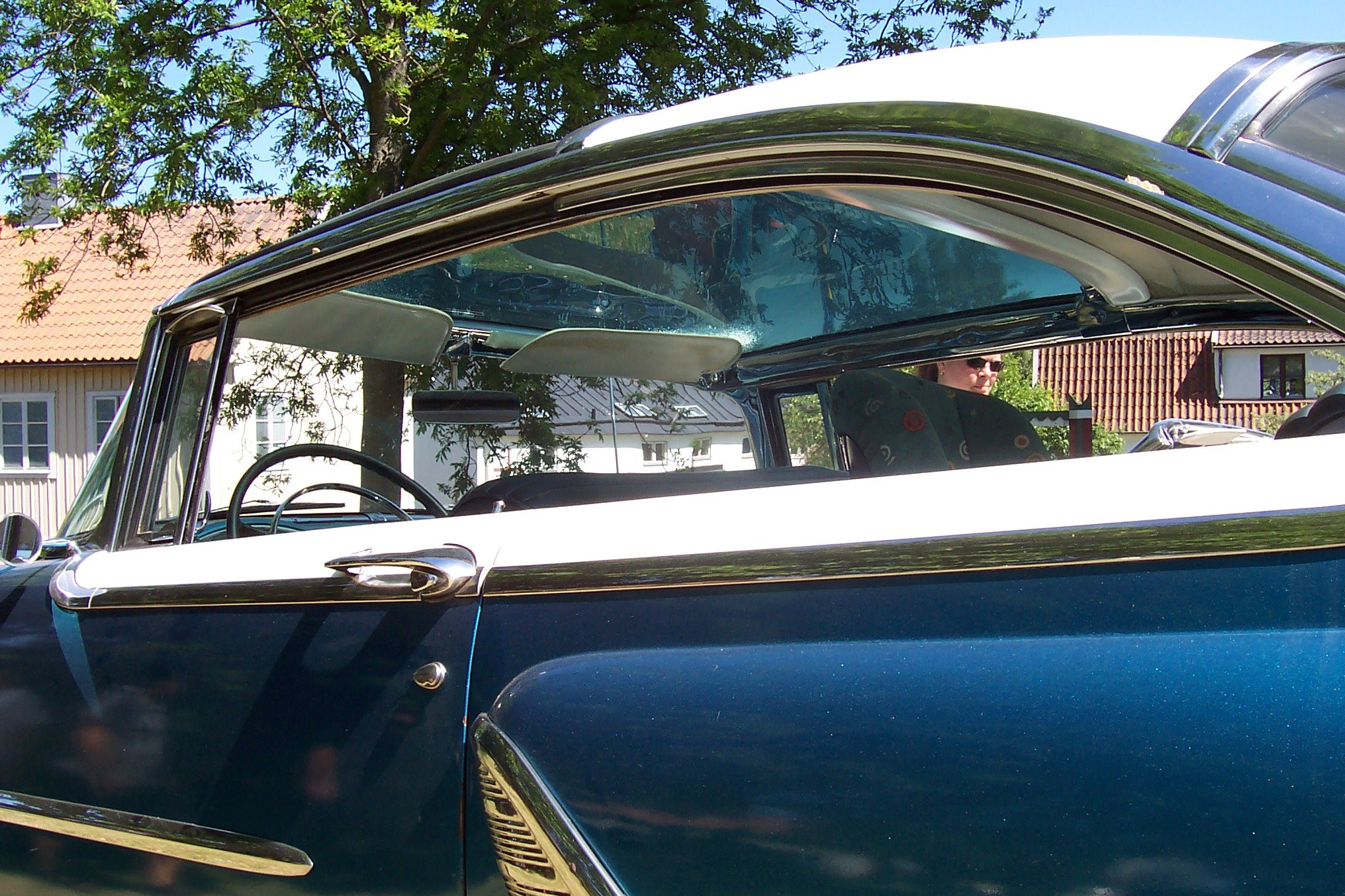
Вид на уплотнители стёкол раннего двухдверного хардтопа.

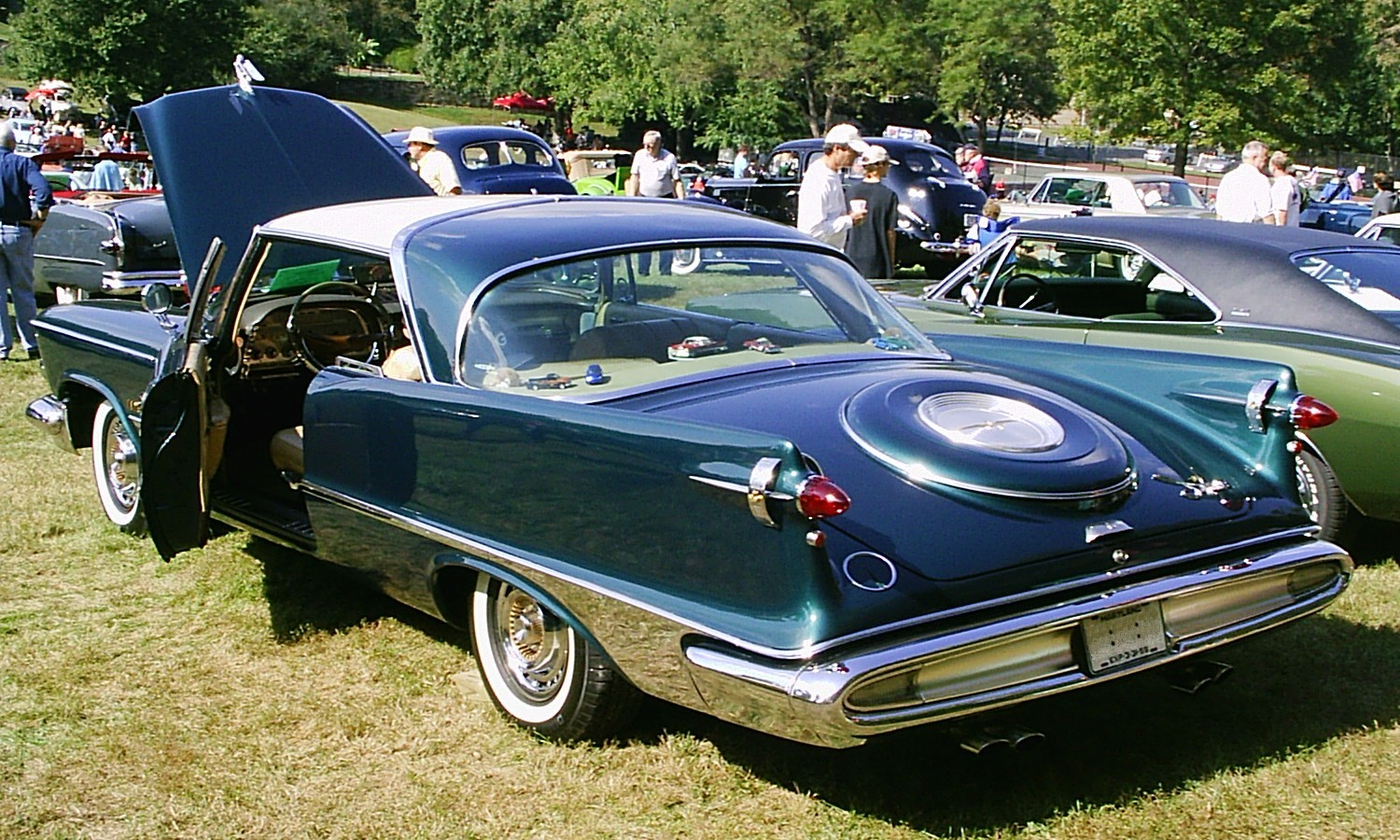
Двухдверный хардтоп иной конструкции. Видно, что задние стёкла двужутся вверх-вниз.

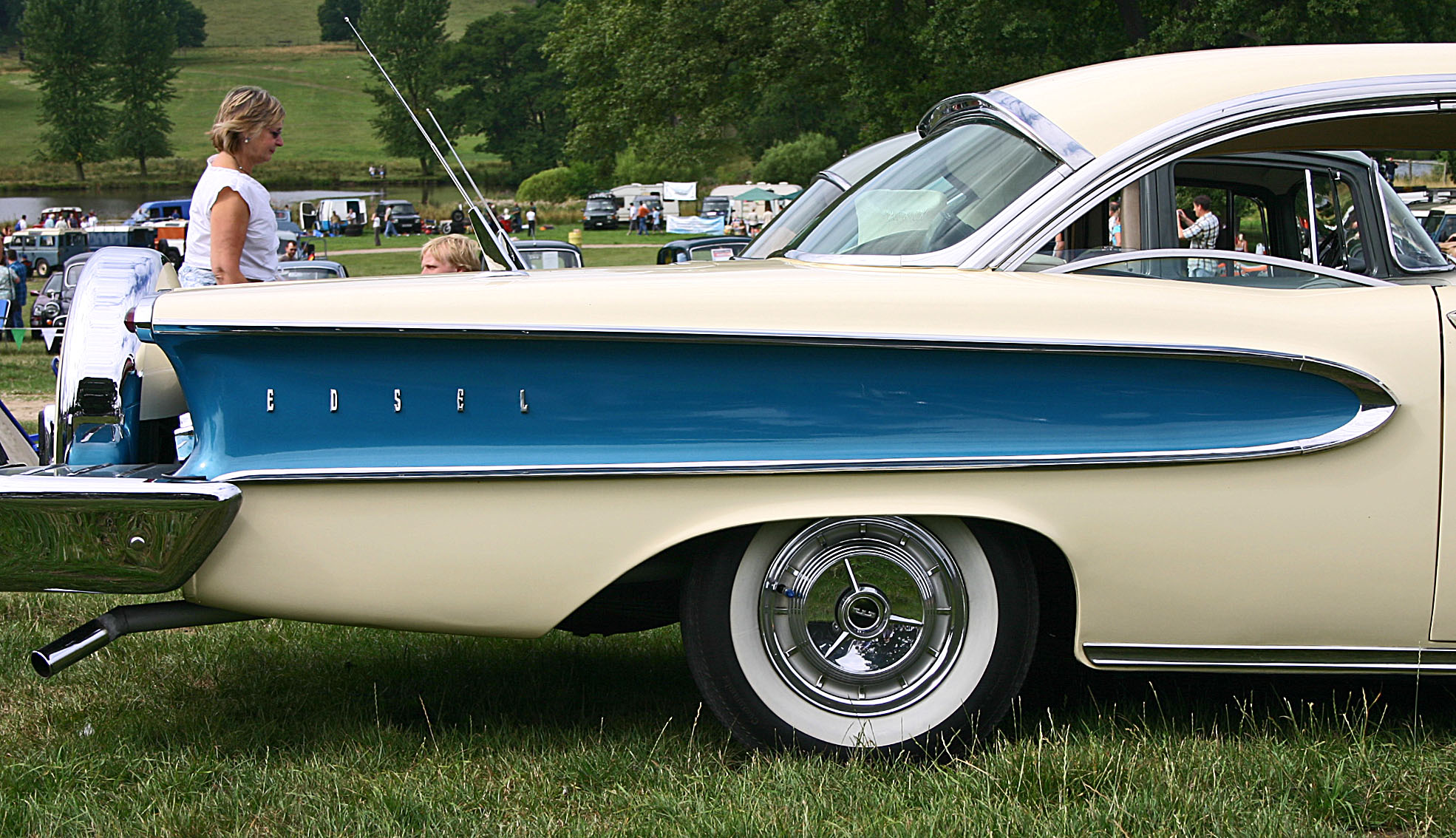
Наполовину убранное заднее стекло раннего двухдверного хардтопа.

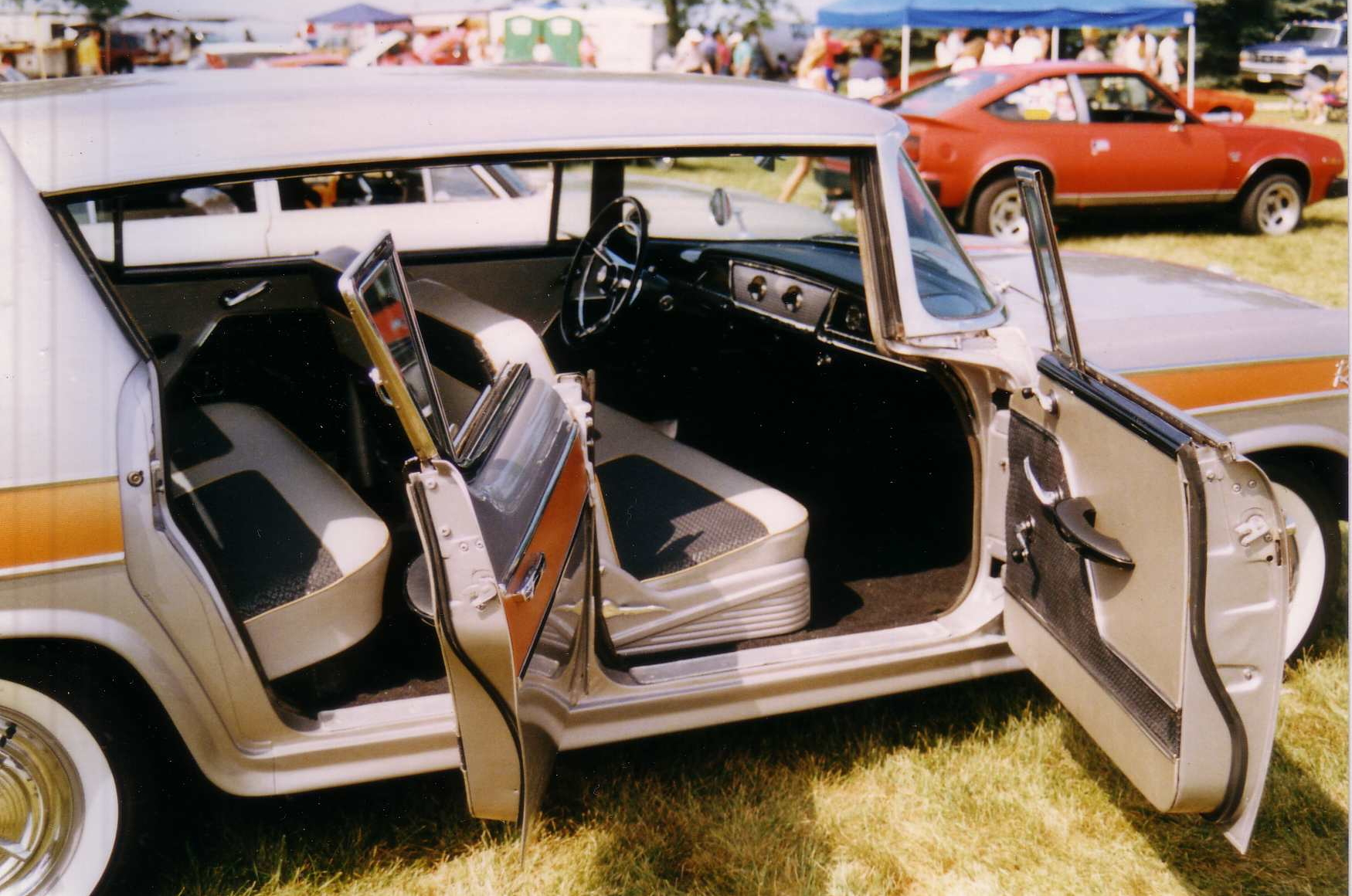
Четырёхдверный хардтоп с открытыми дверьми. Видна консоль, на которую навешена задняя дверь.

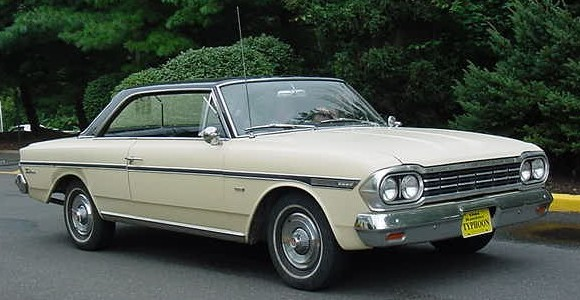
Хардтоп — все боковые стёкла опущены, видно отсутствие боковой стойки.

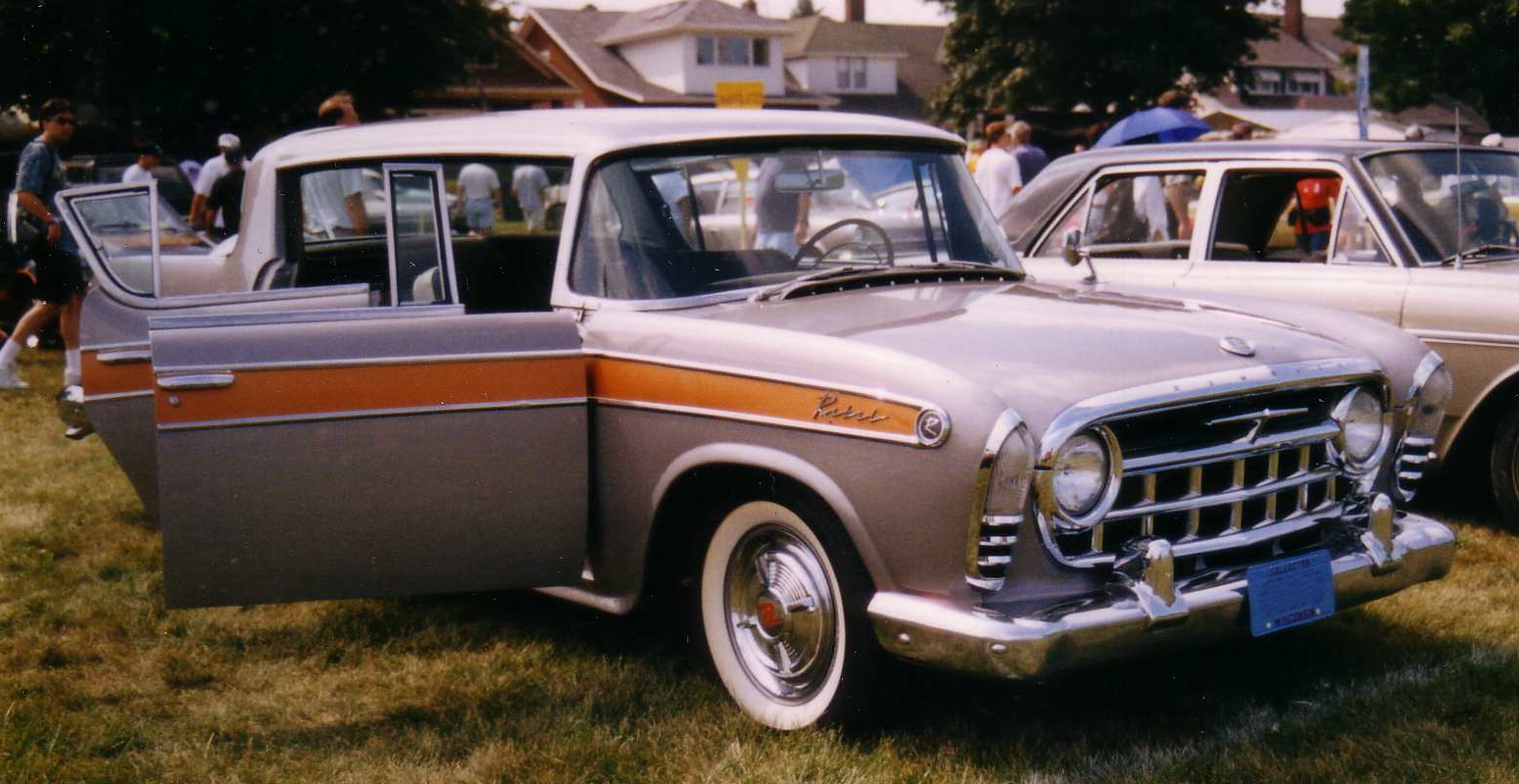
Четырёхдверный хардтоп Rambler Rebel 1957 года.

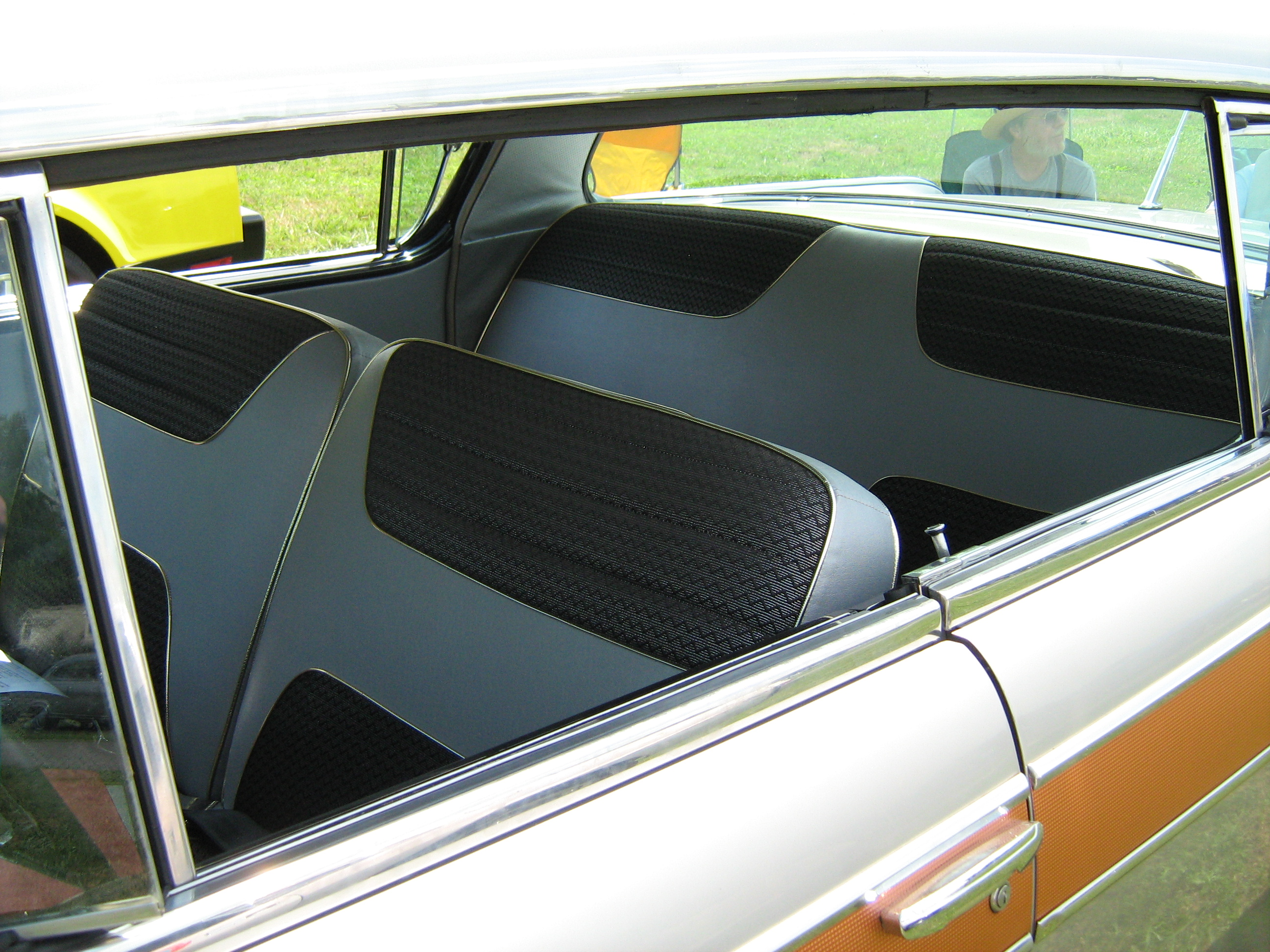

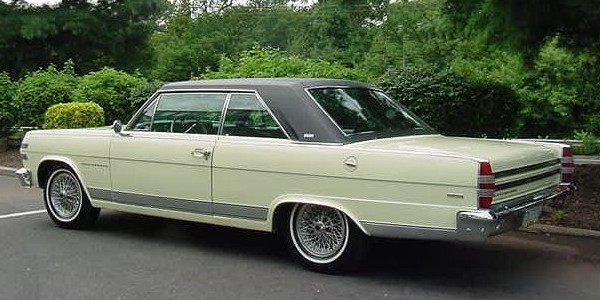
Хардтоп — все стёкла подняты и сомкнуты.

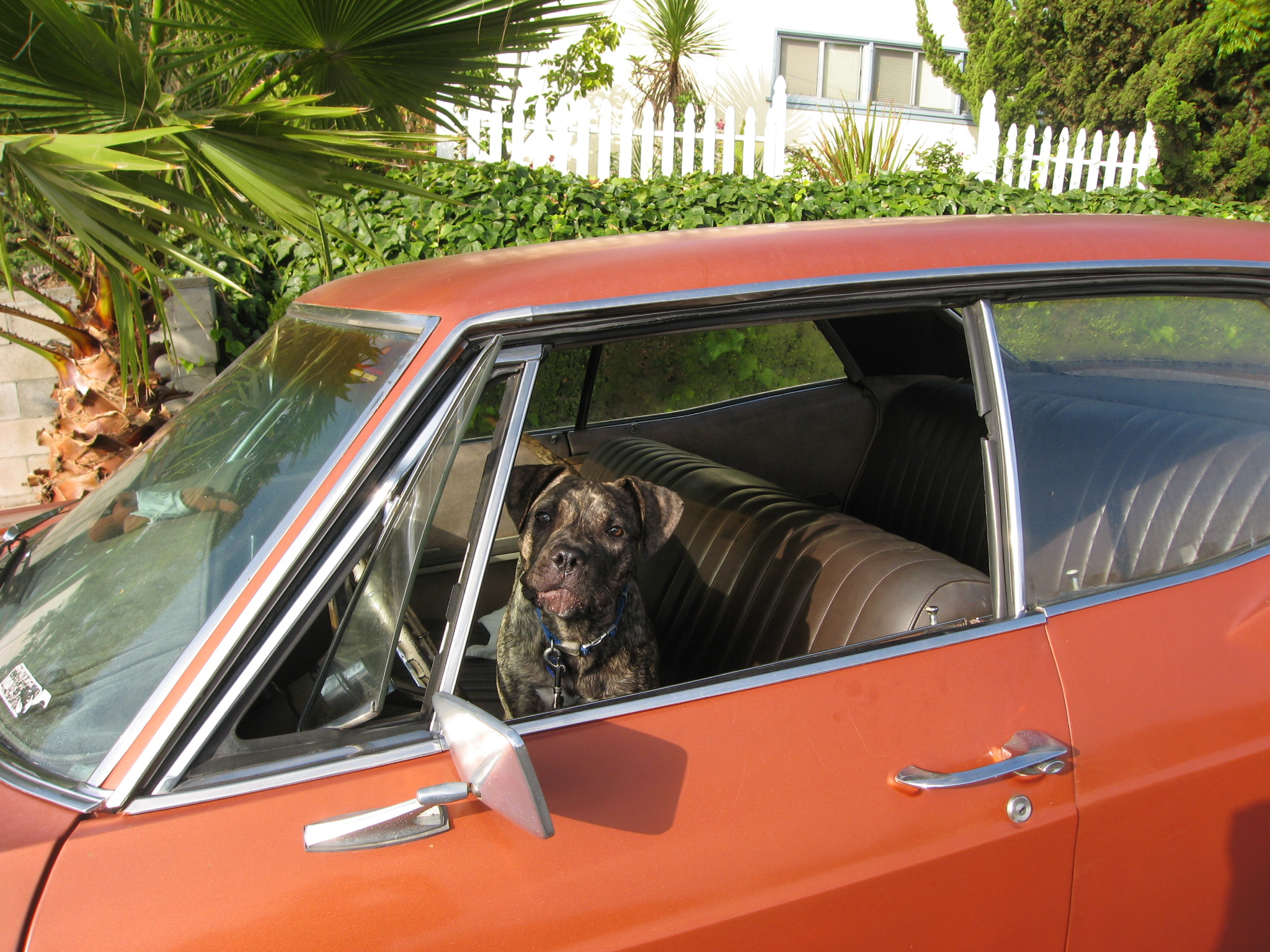
1965 Chevrolet Impala 4-door Hardtop — виден уплотнитель стыка, закреплённый на стекле задней двери.

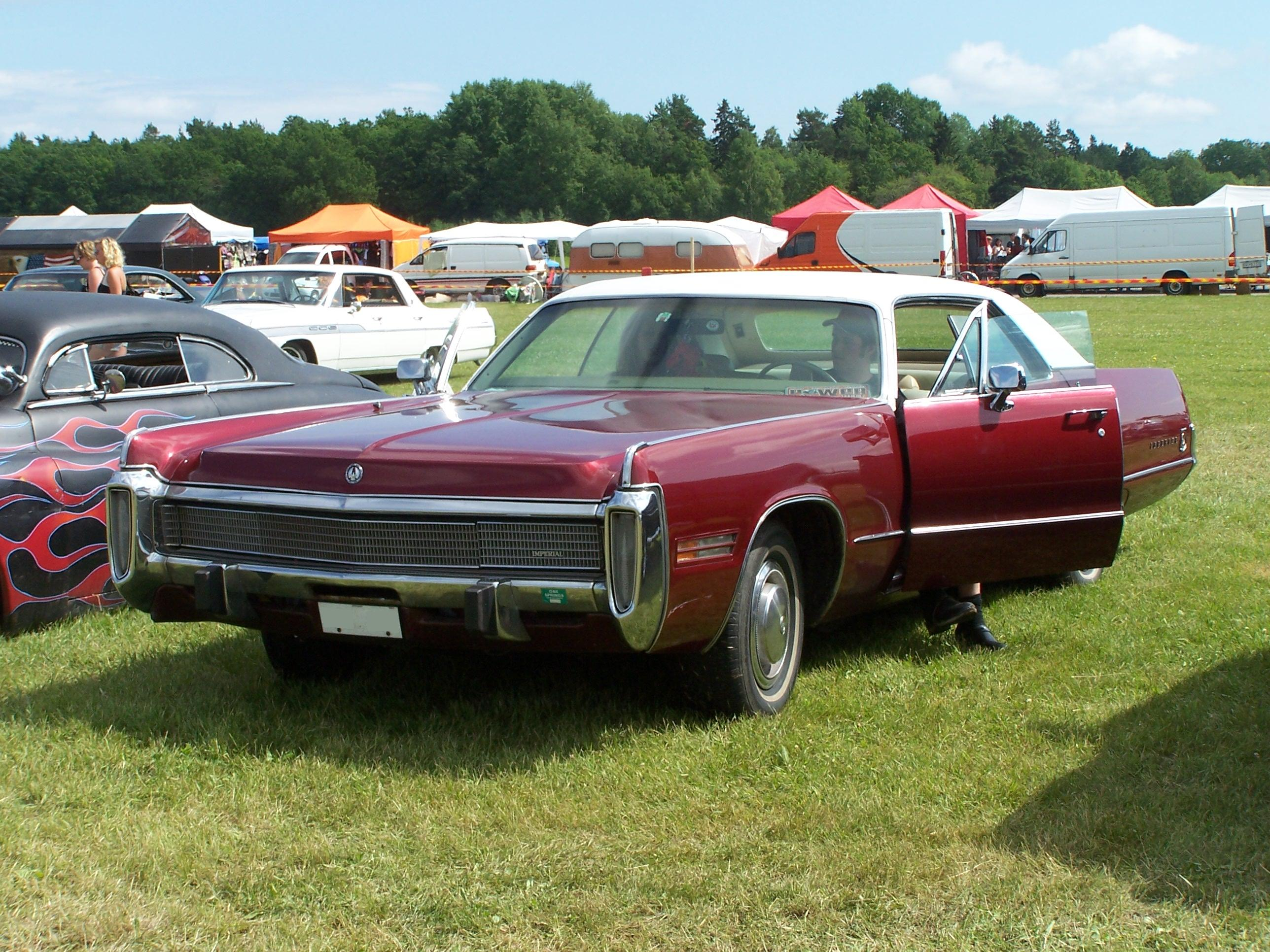
Четырёхдверный хардтоп с открытой дверью и полуопущенными стёклами.

По конструкции классический хардтоп повторяет кабриолет — имеет такую же силовую схему боковины и те же механизмы сведения подъемных боковых стёкол.
В наиболее распространённом варианте передние и задние стёкла движутся вверх-вниз по криволинейным направляющим, так, что в крайнем верхнем положении они смыкаются через укрепленный обычно на задних стёклах уплотнитель, образуя сплошную поверхность; результаты работы этого механизма видны на иллюстрации справа, где изображен хардтоп с полуопущенным стеклом передней двери. Работа же этого механизма в динамике великолепно показана в видеоролике.
Существовал и иной вариант, повторяющий конструкцию старых моделей кабриолетов. На двухдверных и некоторых ранних четырёхдверных хардтопах стёкла заднего ряда в этом случае не сдвигались вверх-вниз, а вращались вокруг оси — работу такого механизма на Chrysler New Yorker Coupé модели 1950 года можно увидеть на видео, начиная с 2 мин. 05 сек. Такая схема уборки задних стёкол возможна только при плоских боковых стёклах и особой форме задней части крыши (округлой формы), поэтому с распространением в 1960-е годы гнутых боковых стёкол и плоских панелей крыш этот тип механизма уборки задних стёкол практически вышел из употребления.
Изредка встречался механизм, при котором задние стёкла перемещались в горизонтальной плоскости (назад), то есть, убирались прямо в заднюю стойку крыши (например, двухдверный Ford Thunderbird модели 1967-69 годов).
Хардтоп рационально оборудовать электрическими стеклоподъемниками, так как наиболее привлекательно такой автомобиль выглядит со всеми опущенными стеклами, что можно с удобством сделать с места водителя только при помощи электропривода.
Усиление днища хардтопа обычно также аналогично кузову кабриолета (часто бесстоечные хардтопы и кабриолеты имели общую платформу). Разница состоит только в наличии у хардтопа жесткой крыши вместо тканевого складного верха, что добавляет ему структурной прочности относительно полностью открытого автомобиля.
Исторически многие хардтопы имели рамное шасси. С другой стороны, немало моделей имело и несущий кузов, даже четырёхдверные модели, например, Chrysler New Yorker и Newport, Lincoln Continental отдельных годов выпуска или все автомобили производства American Motors Corporation (AMC).
При открывании двери хардтопа на некоторых моделях срабатывает механизм, на несколько миллиметров опускающий стекло этой двери, чтобы он вышло из уплотнителя. На более ранних или более дешевых моделях (в настоящее время не производятся) стёкла имели облегченные рамки, убирающиеся вместе с ними, и уплотнение производится как обычно.
Четырёхдверные хардтопы практически всегда имеют четыре боковых окна (обычные седаны нередко имеют дополнительный третий ряд боковых стёкол, расположенных на задней стойке крыши). Изредка, однако, встречались и шестиоконные хардтопы — например, Mercedes-Benz 300d W189.
У четырёхдверного хардтопа задняя дверь навешивается обычно на короткую консоль, крепящуюся к порогу в месте, где у обычного седана находится средняя стойка. Однако у ряда четырёхдверных хардтопов (марки «Линкольн») задние двери навешивались на задние петли и открывались по ходу движения, что уменьшало нагрузку на кузов, так как на центральную консоль не была навешена тяжелая дверь. Другие модели (например, Facel Vega Excellence), вообще не имели ни центральной стойки, ни консоли, а замки их дверей располагались непосредственно на порогах кузова — такое устройство значительно упрощает вход-выход из автомобиля и погрузку-выгрузку багажа, но ослабляет силовую структуру кузова и создает некоторые проблемы с надежностью работы замков дверей, особенно на неровной дороге, поэтому в наше время этот тип кузова встречается только на концепт-карах. Работу стеклоподъёмного механизма четырёхвёдерного хардтопа можно увидеть в видео, с 3 мин. 45 сек.

## Преимущества и недостатки хардтопа
Преимущества
- Лучше обзор и вентиляция (при опущенных стёклах) — хардтоп считается целесообразным для жаркого климата[1];
- Удобство при погрузке и выгрузке крупногабаритного багажа;
- Зрительно увеличивает объём салона за счёт создания панорамного бокового обзора;[1]

Недостатки
- Хардтоп легче поддается несанкционированному проникновению;
- Хардтоп, особенно четырёхдверный, более подвержен деформации при аварии и требует усиления несущих конструкций кузова[1] — то есть, заведомо тяжелее, чем такой же автомобиль, имеющий центральную стойку (на 10-15 %), но при этом менее безопасен;
- Хардтоп намного сложнее в производстве, его сборка занимает больше времени, требует более высокой культуры производства и обходится дороже, отсюда — более высокая цена по сравнению со стоечным кузовом;
- Для хардтопов характерен повышенный уровень шума и вибрации при езде из-за меньшей жёсткости кузова; уплотнители стёкол хардтопа менее надёжны — даже автомобили весьма престижных брендов ощутимо протекали по стыкам стёкол в дождь или на автоматизированной мойке, особенно после нескольких лет эксплуатации;
- Хардтоп предназначен исключительно для эксплуатации на благоустроенных дорогах;[1] при эксплуатации по неровной дороге его долговечность существенно ниже, чем у стоечного кузова из-за невысокой жёсткости на кручение;

## Примеры автомобилей с кузовом «хардтоп»
Двухдверный хардтоп
- Mercedes-Benz CLS-класс
- Mercedes-Benz CLK-класс (в кузове купе)
- Cadillac Coupé DeVille
- Pontiac GTO '64-'74
- Dodge Dart Sport

Классический седан-хардтоп
- Buick Electra 225
- Cadillac Sedan de Ville
- Chevrolet Impala '58-'75
- Imperial '55-'75
- Toyota Corona Exiv
- Toyota Carina ED
- Mazda Persona

Retractable (с убирающейся жёсткой крышей)
- 1957-58 Ford Fairlane Skyliner
- Mercedes-Benz R230

## Имитации хардтопа (с замаскированной центральной стойкой)
- Nissan Laurel, кроме 6-го поколения (кузов C33), которые являются четырёхдверным хардтопом
- Nissan Presea
- Mazda Efini MS-8
- Subaru Impreza
- Toyota Sprinter Marino, Toyota Corolla Ceres, Toyota Mark II, Toyota Chaser, Toyota Crown Majesta, Toyota Windom, Toyota Vista sv40, и многие другие.